# موزه تاریخ نظامی
موزه تاریخ نظامی (به آلمانی: Heeresgeschichtliches Museum) موزه‌ای در مورد نیروهای مسلح اتریش در وین است. مجموعه موزه شامل اسناد نیروهای نظامی اتریشی است و بخش گسترده‌ای از موزه شامل جنگ‌افزارها، زره‌ها، تانک‌ها، هواپیماهای نظامی، لباس‌های متحدالشکل، پرچم‌ها، نقاشی‌ها، نشان‌ها، عکس‌ها و مدل‌های کشتی جنگی می‌باشد. هر چند که موزه متعلق به دولت فدرال است به دولت فدرال وابسته نیست اما به طور مستقیم توسط وزارت دفاع مدیریت می‌شود.

## نمایشگاه‌ها

### سالن یک
به دوران جنگ سی ساله تا شاهزاده یوجین اختصاص دارد. (قرن شانزده تا هفده)

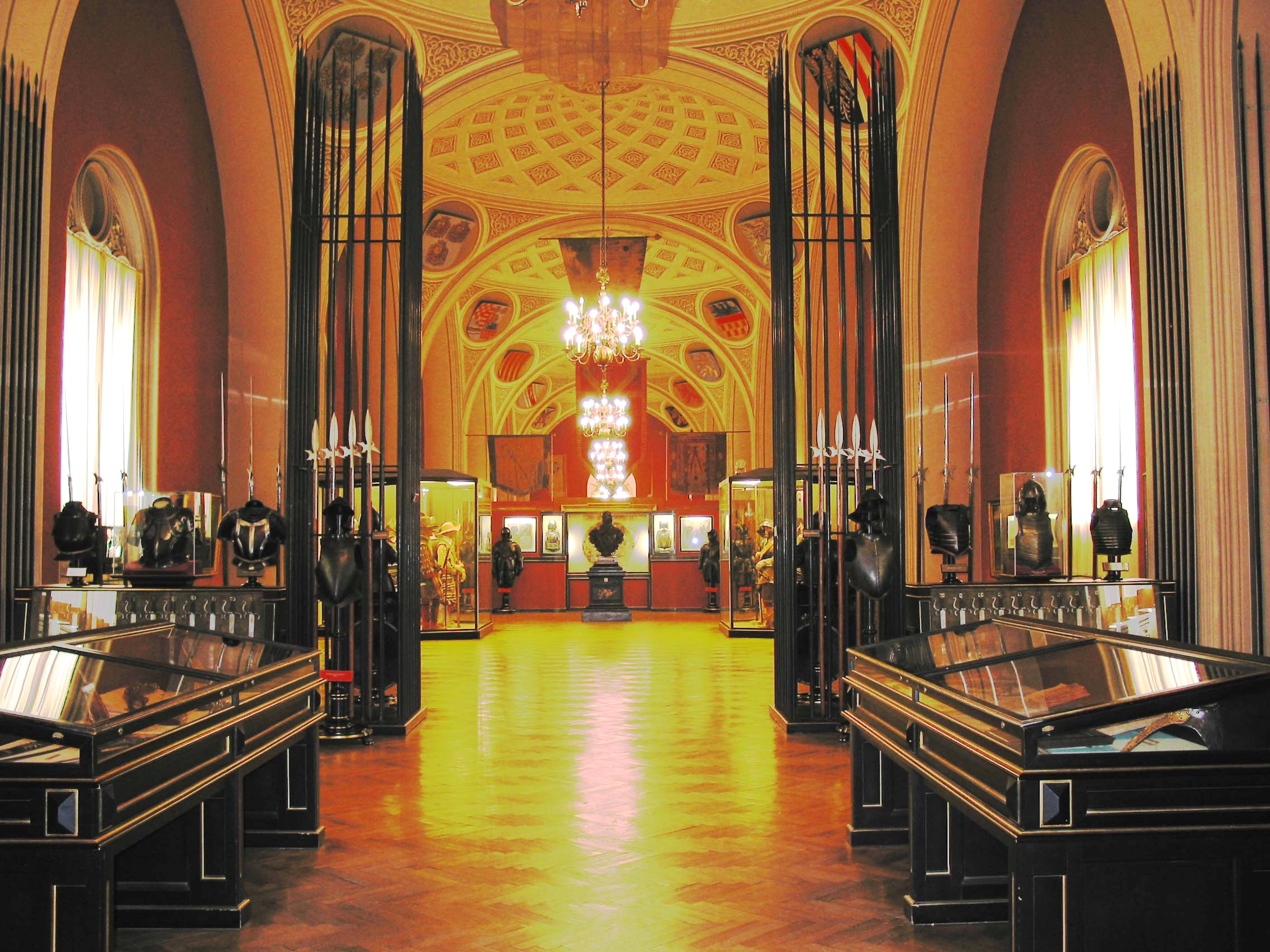
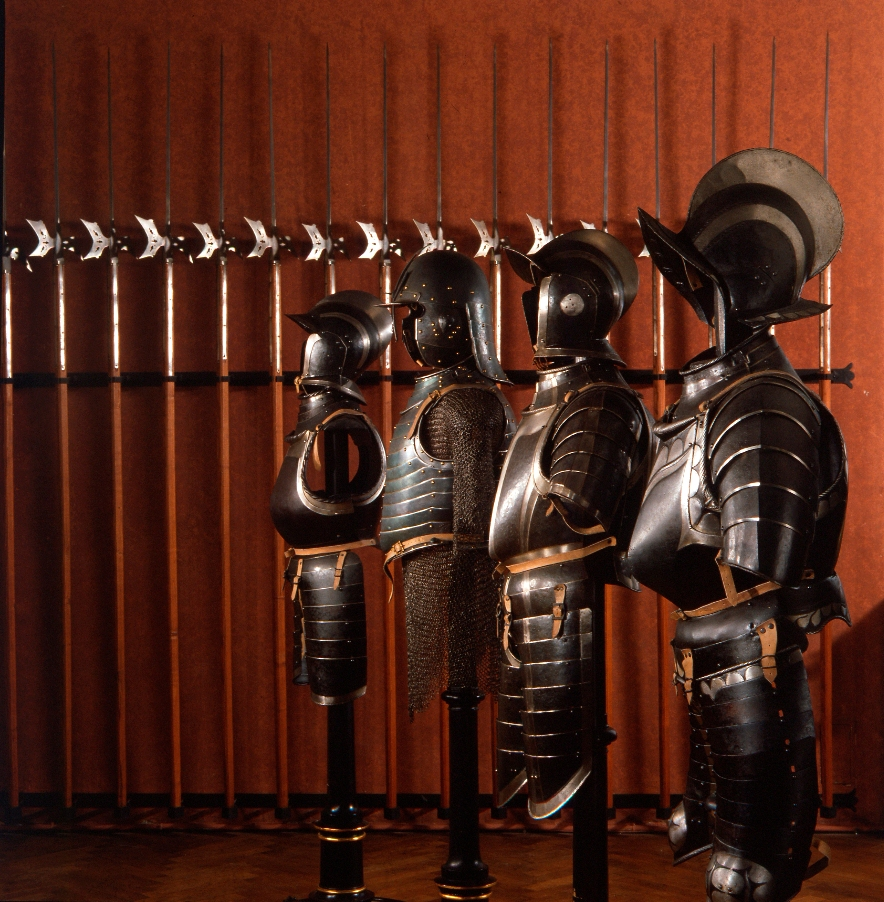
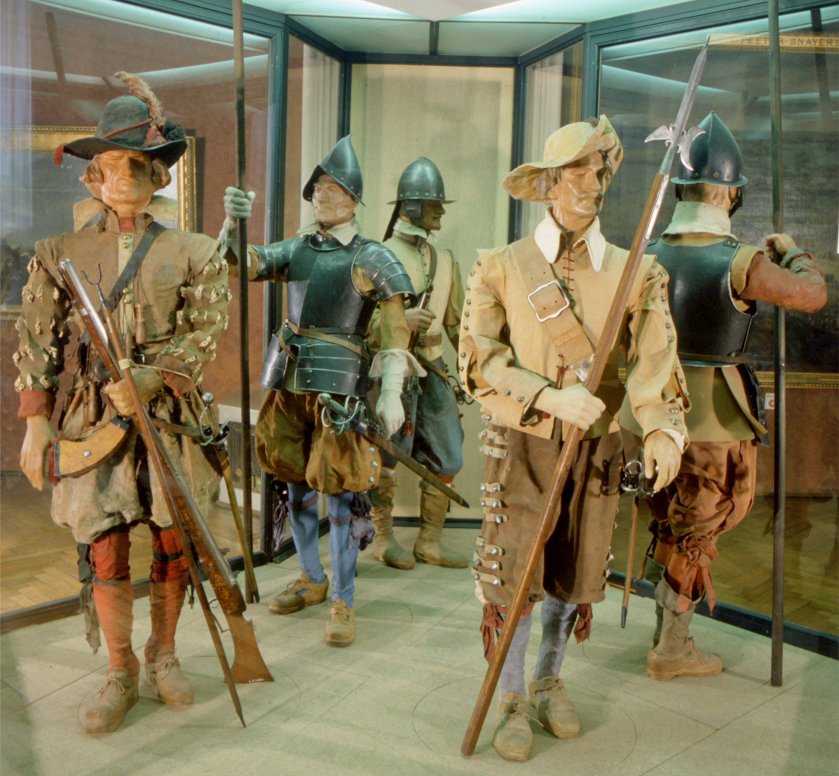
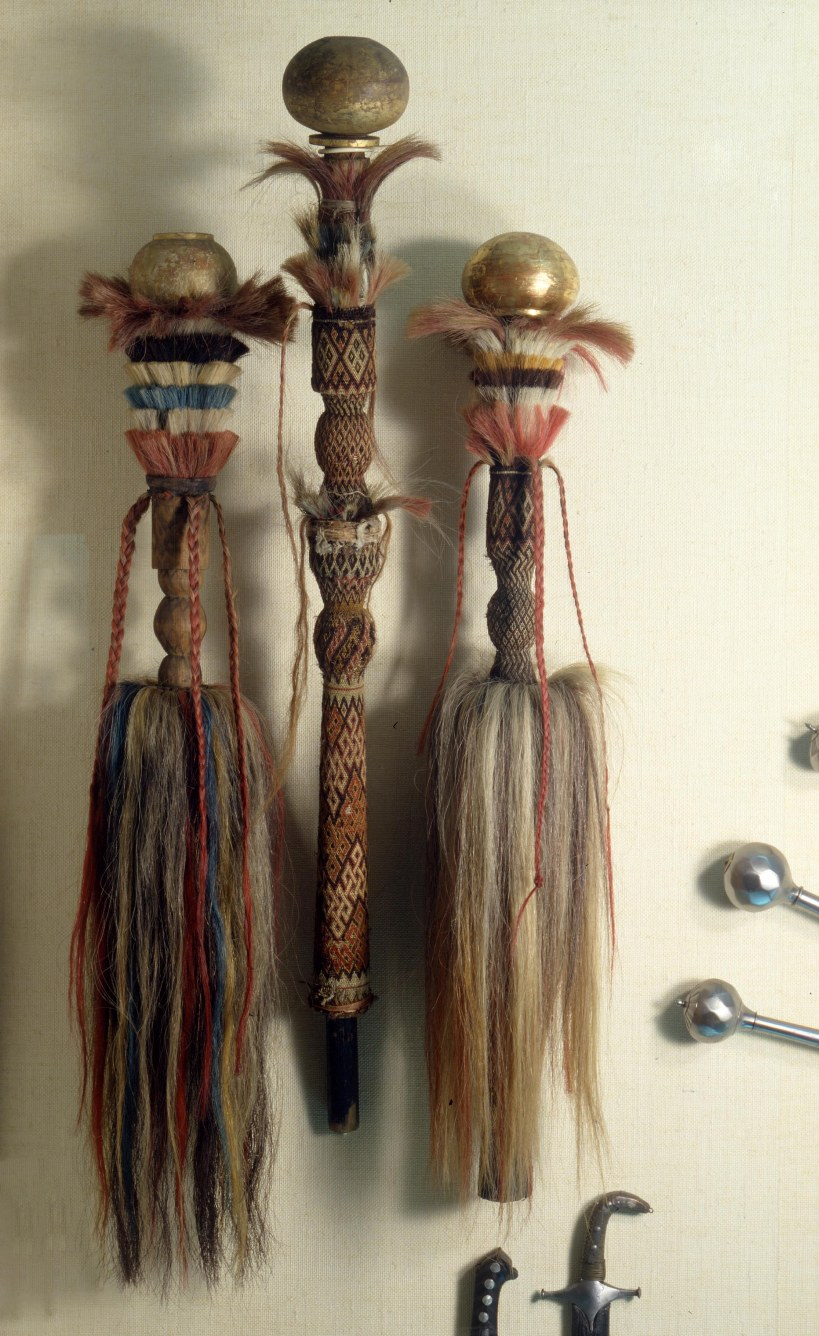
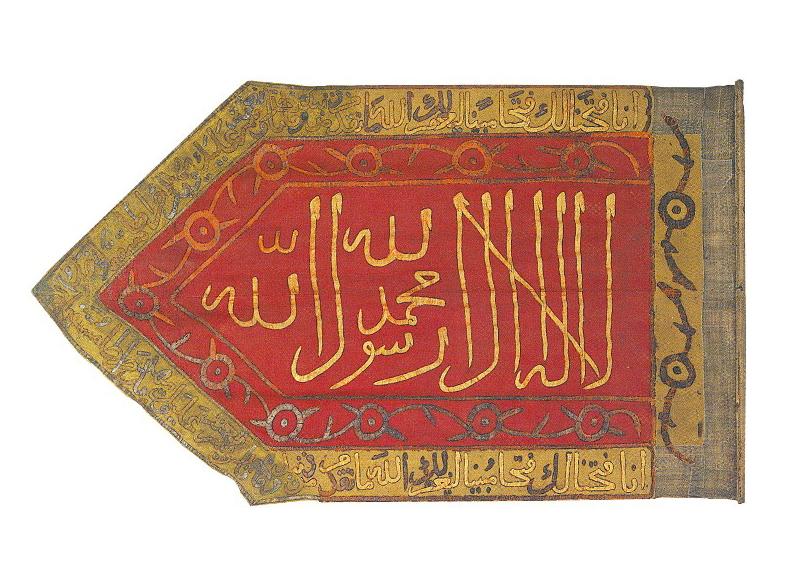

### سالن دو
به جنگ‌های جانشینی اسپانیا و تالار ماریا ترزیا اختصاص دارد. (۱۷۰۱–۱۷۸۹)

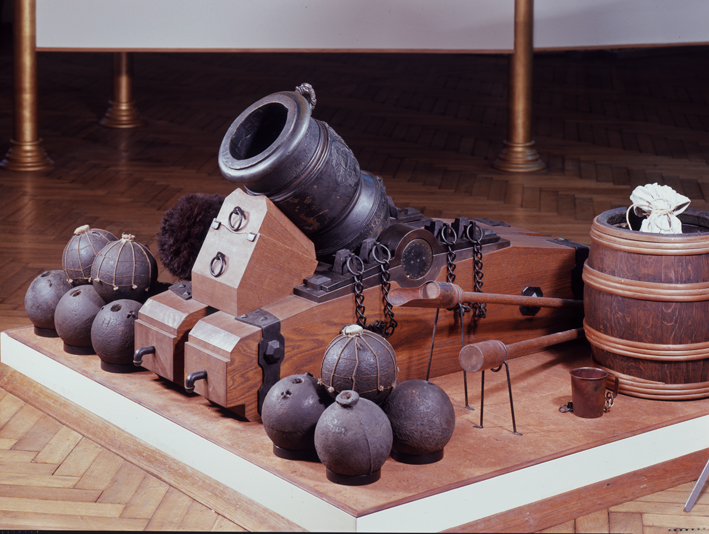
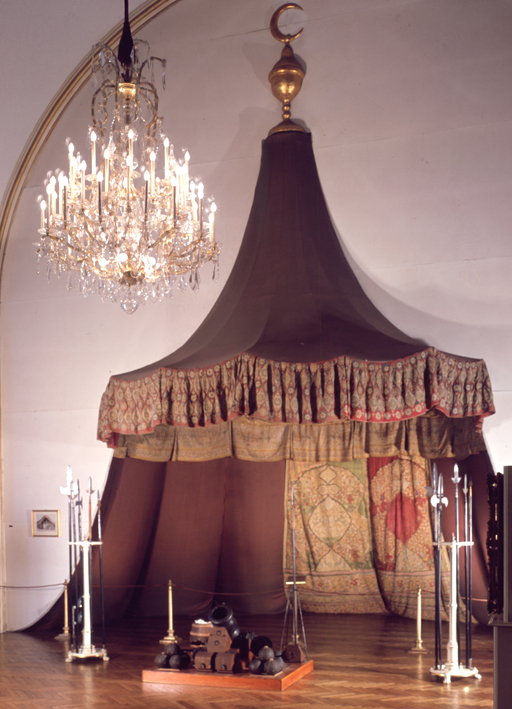
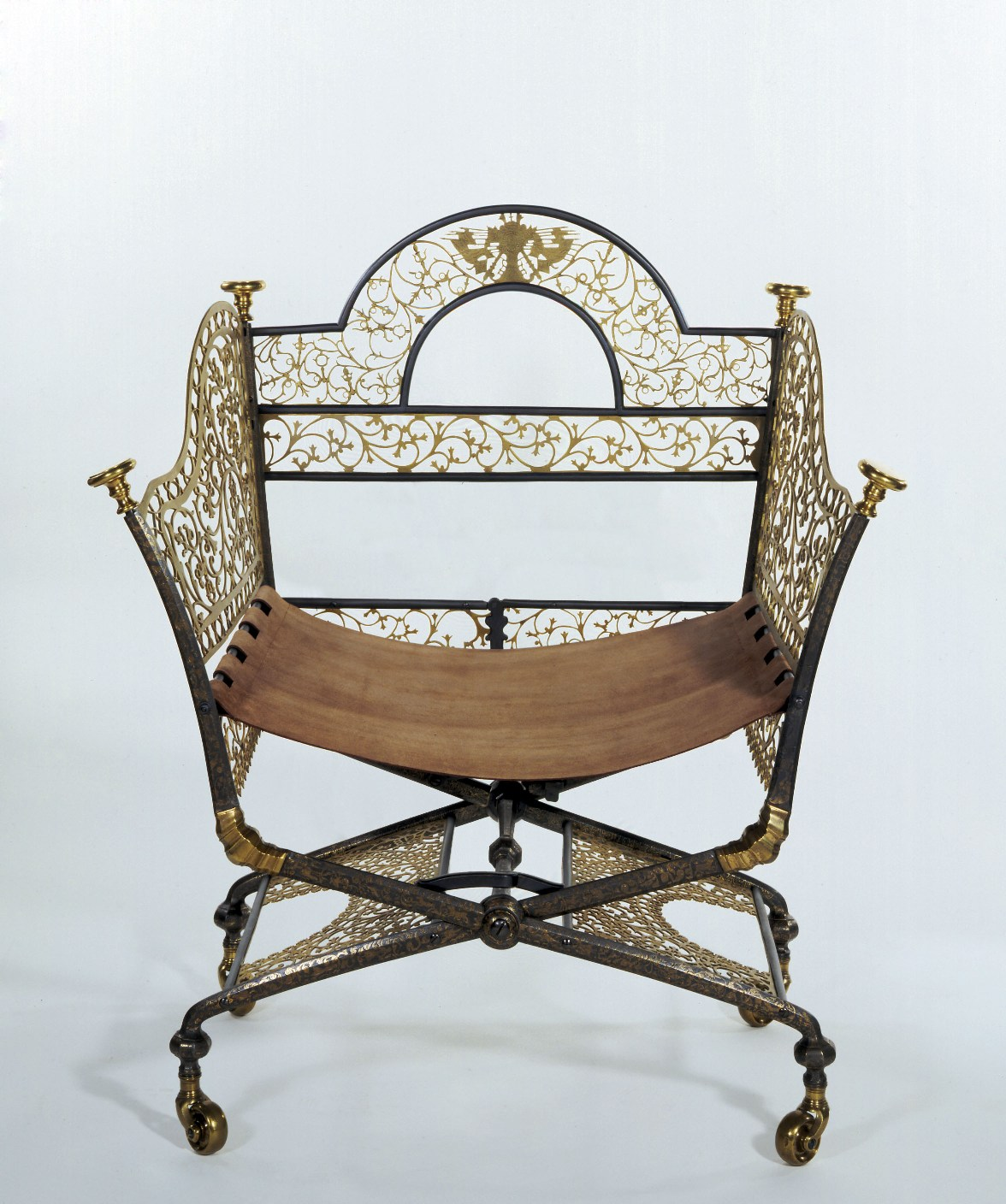
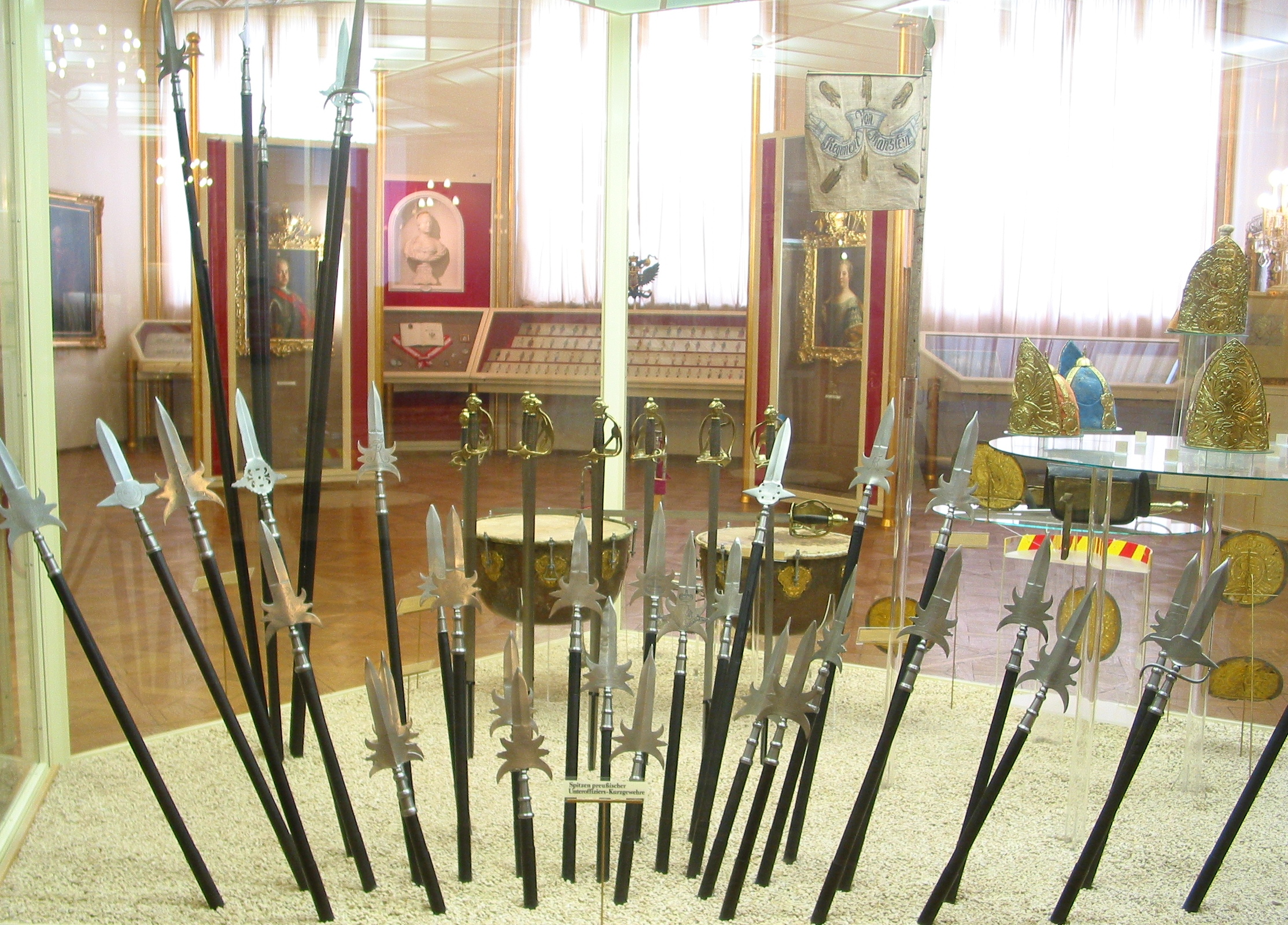
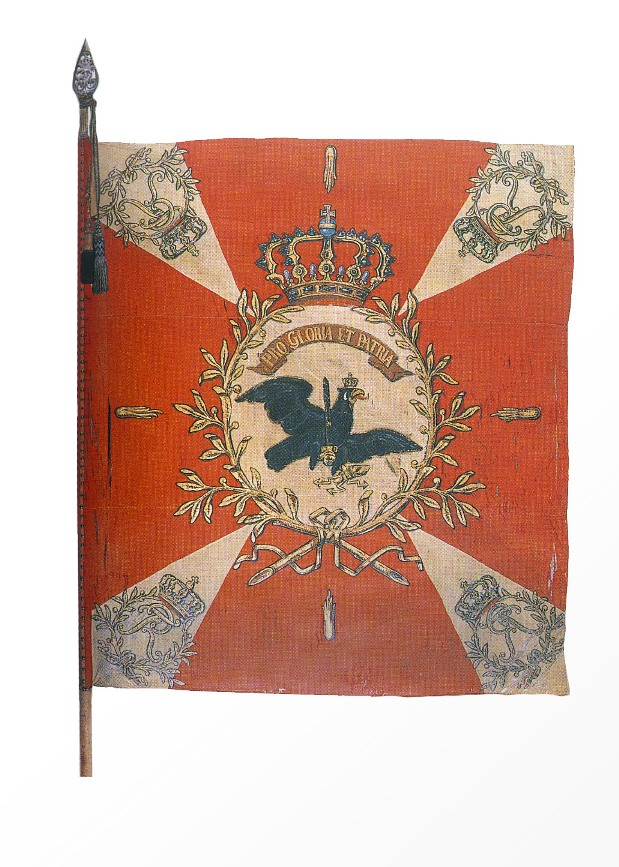

### سالن سه

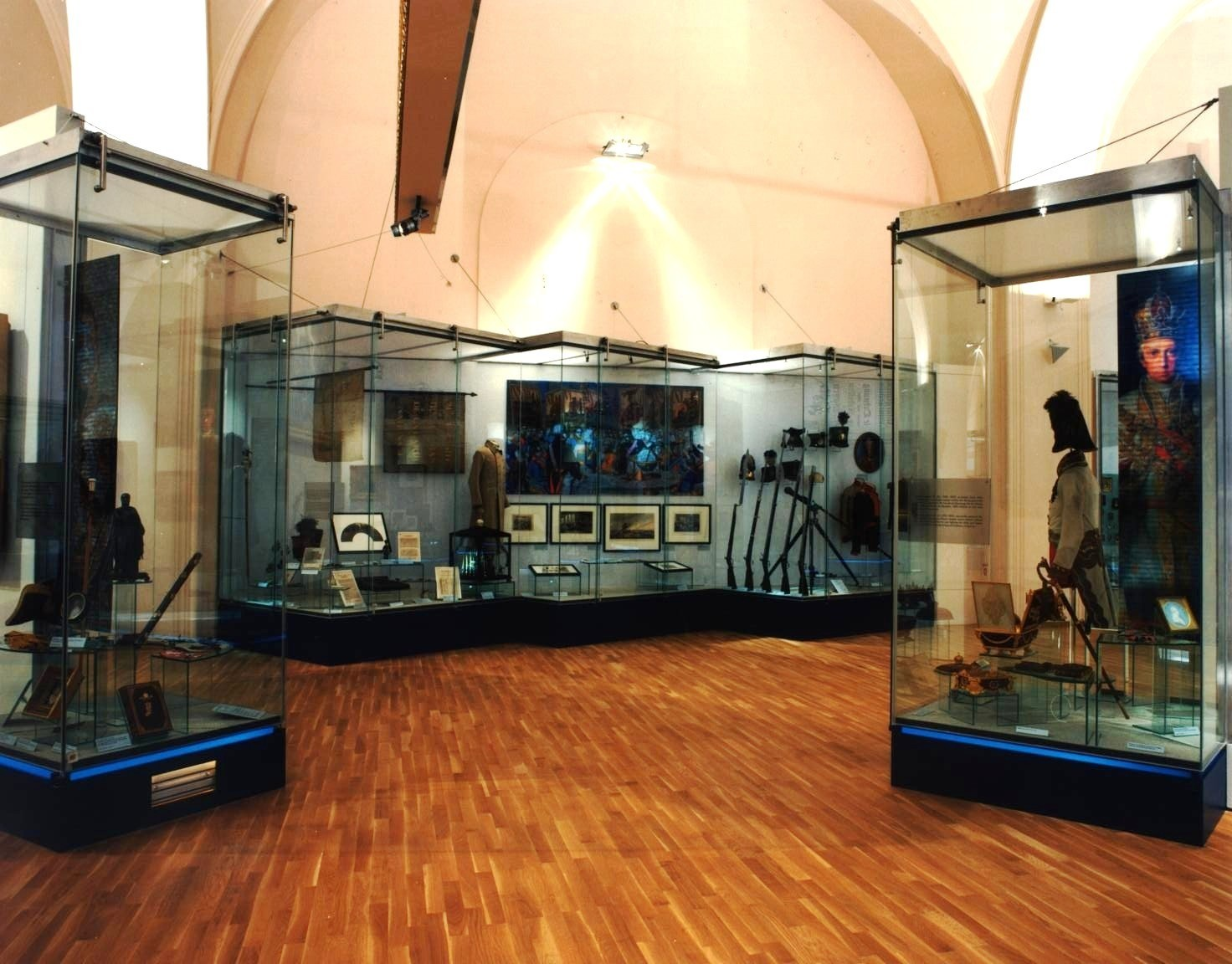
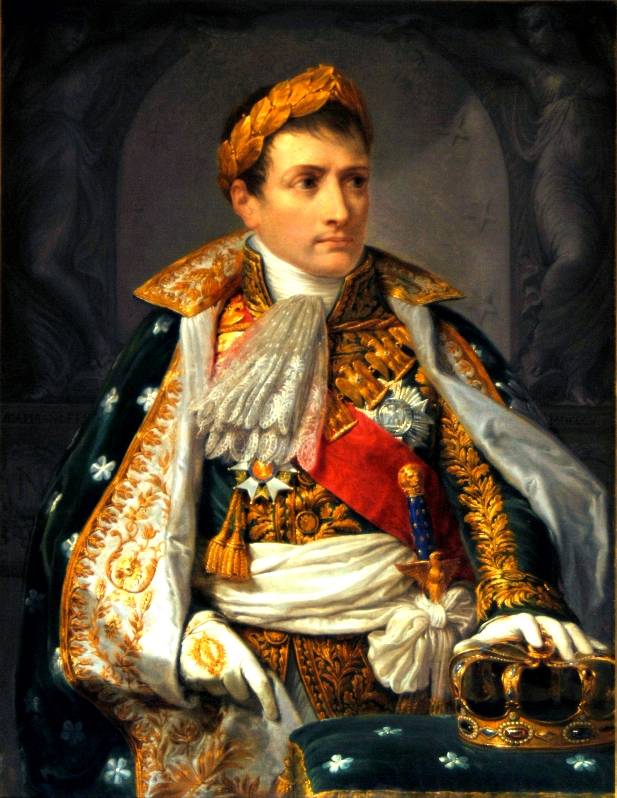
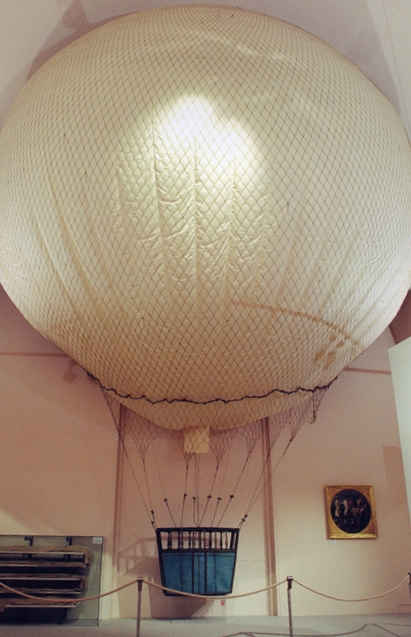
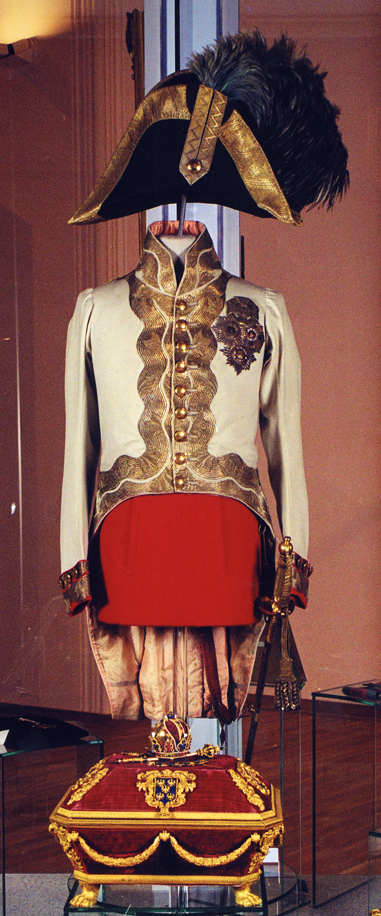
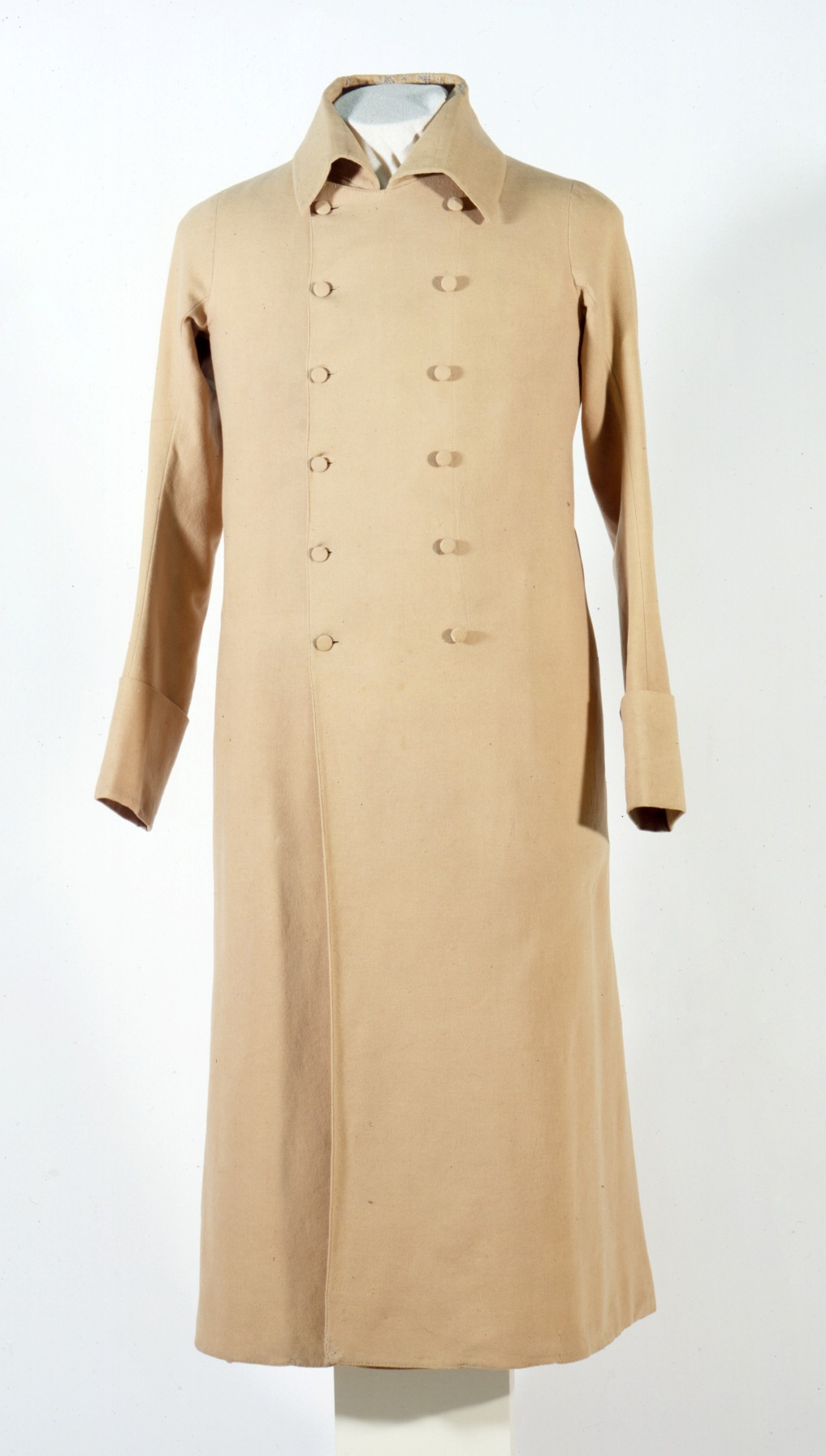

تالار انقلاب (۱۷۸۹–۱۸۴۸)

### سالن چهار
به دوران مارشال رادتزکی اختصاص دارد. (۱۸۴۸–۱۸۶۶)

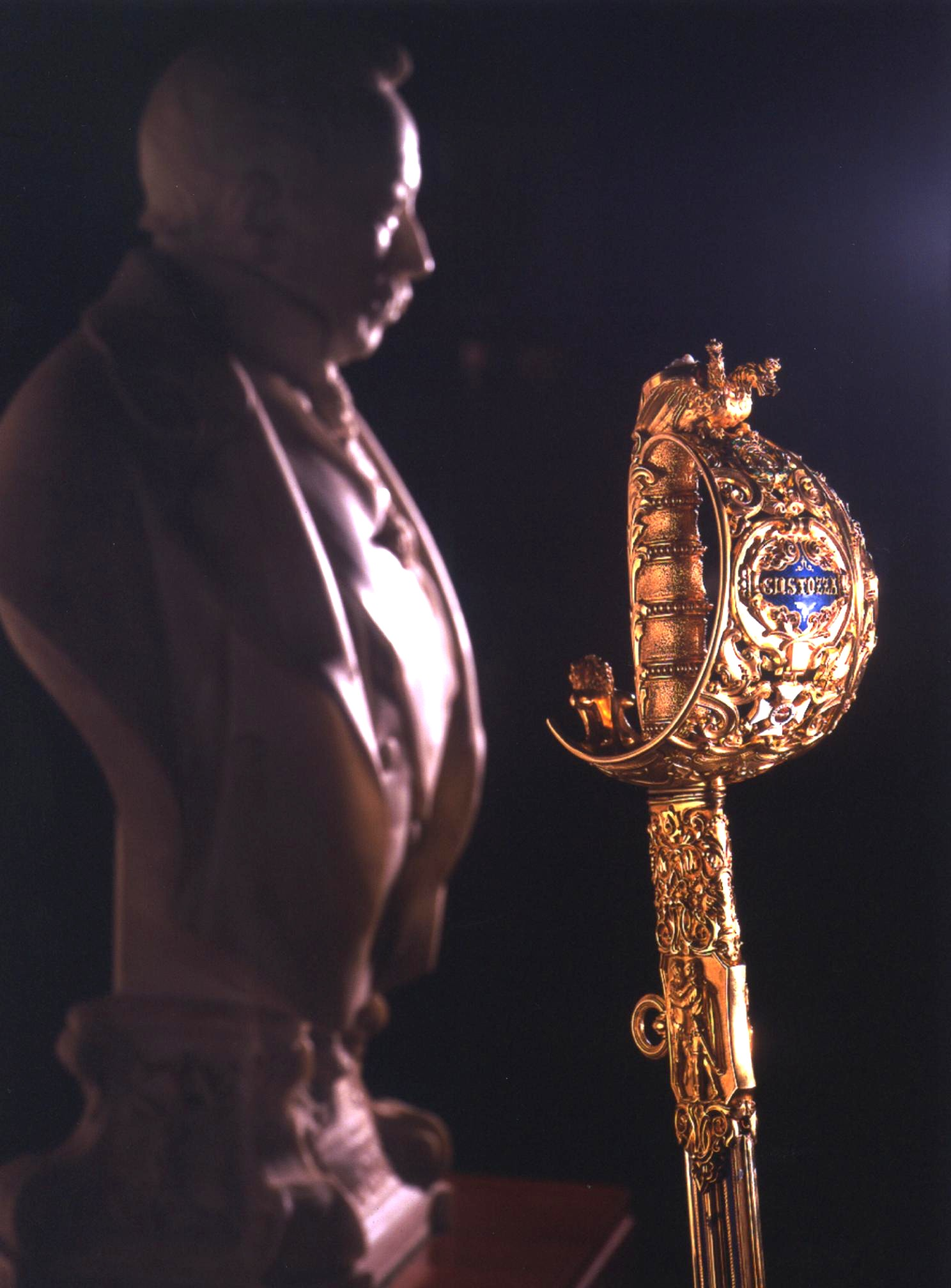
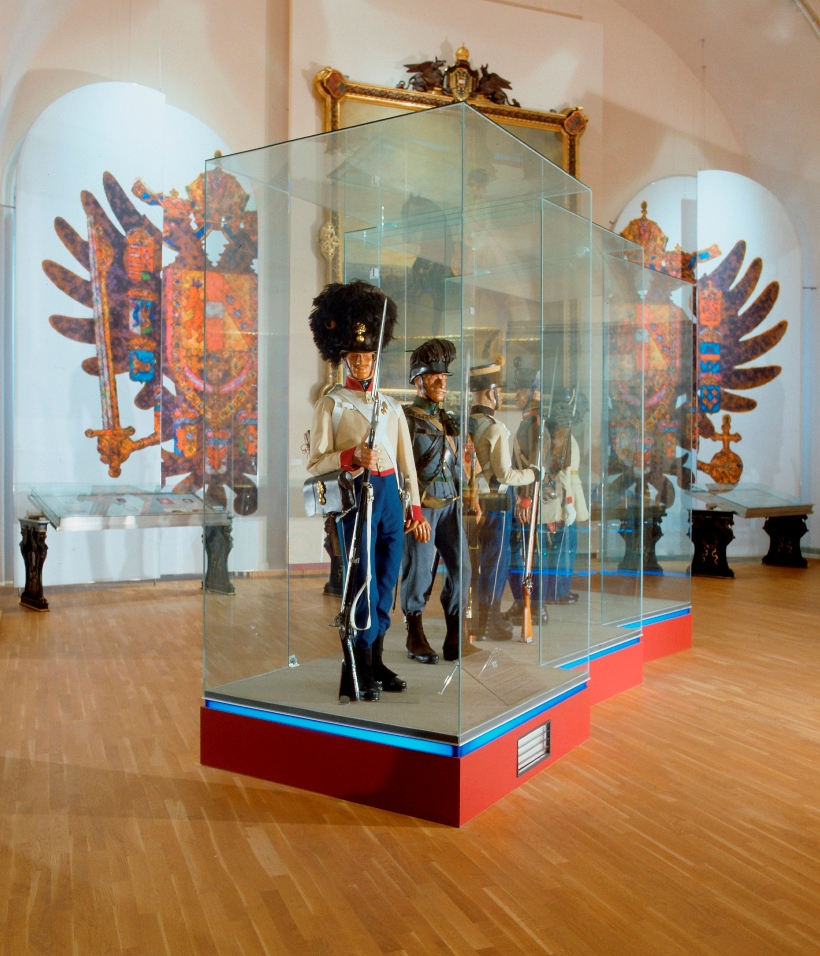
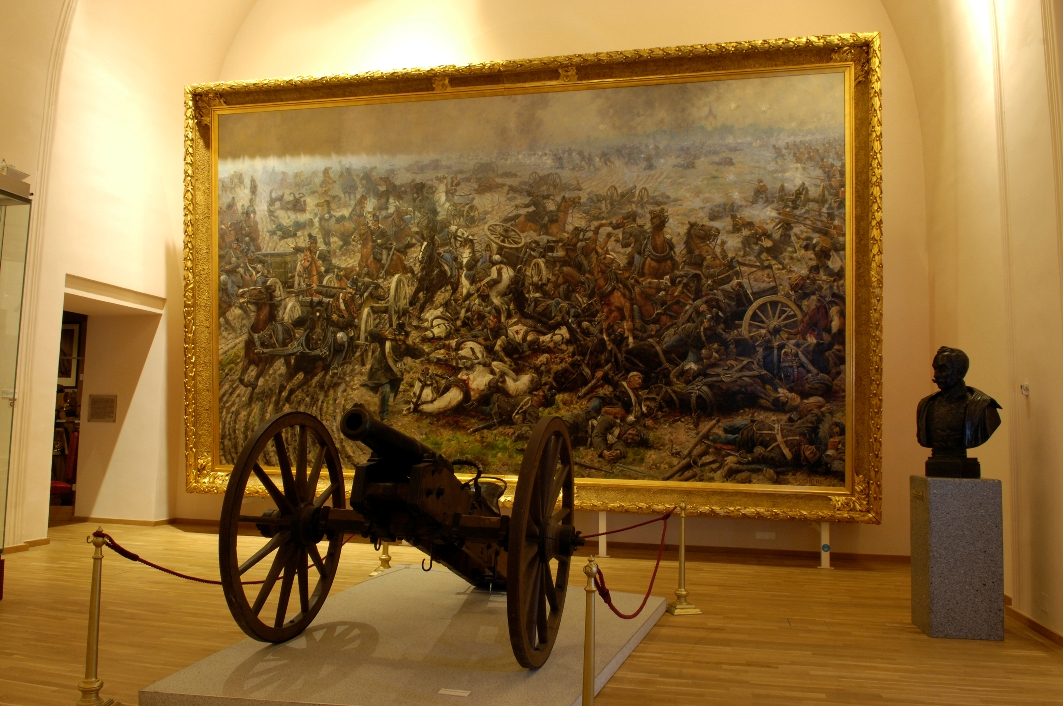
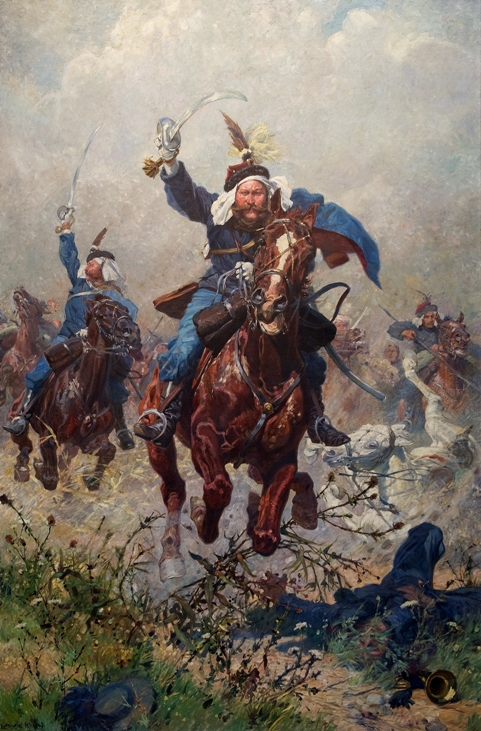
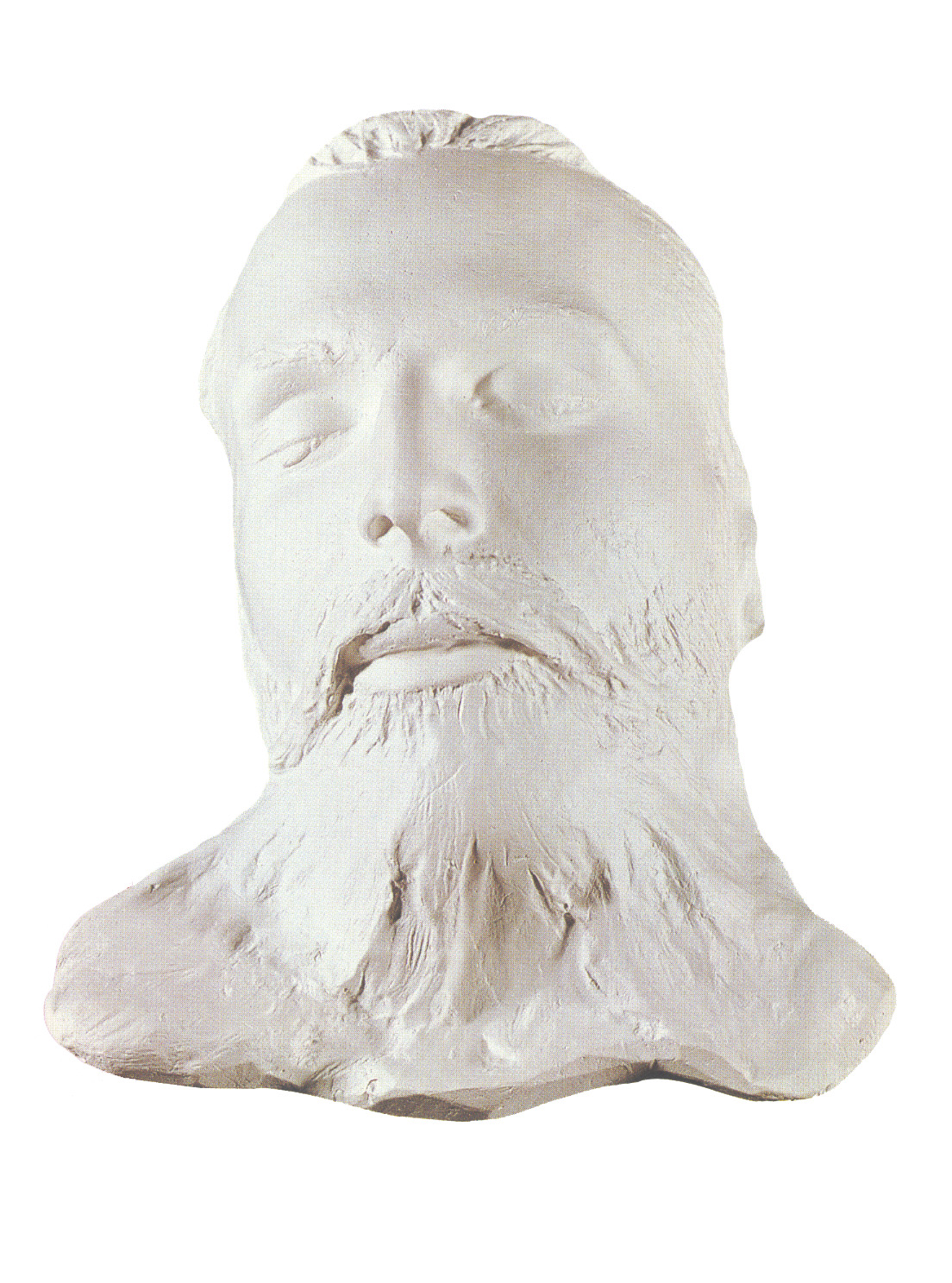

### سالن پنج

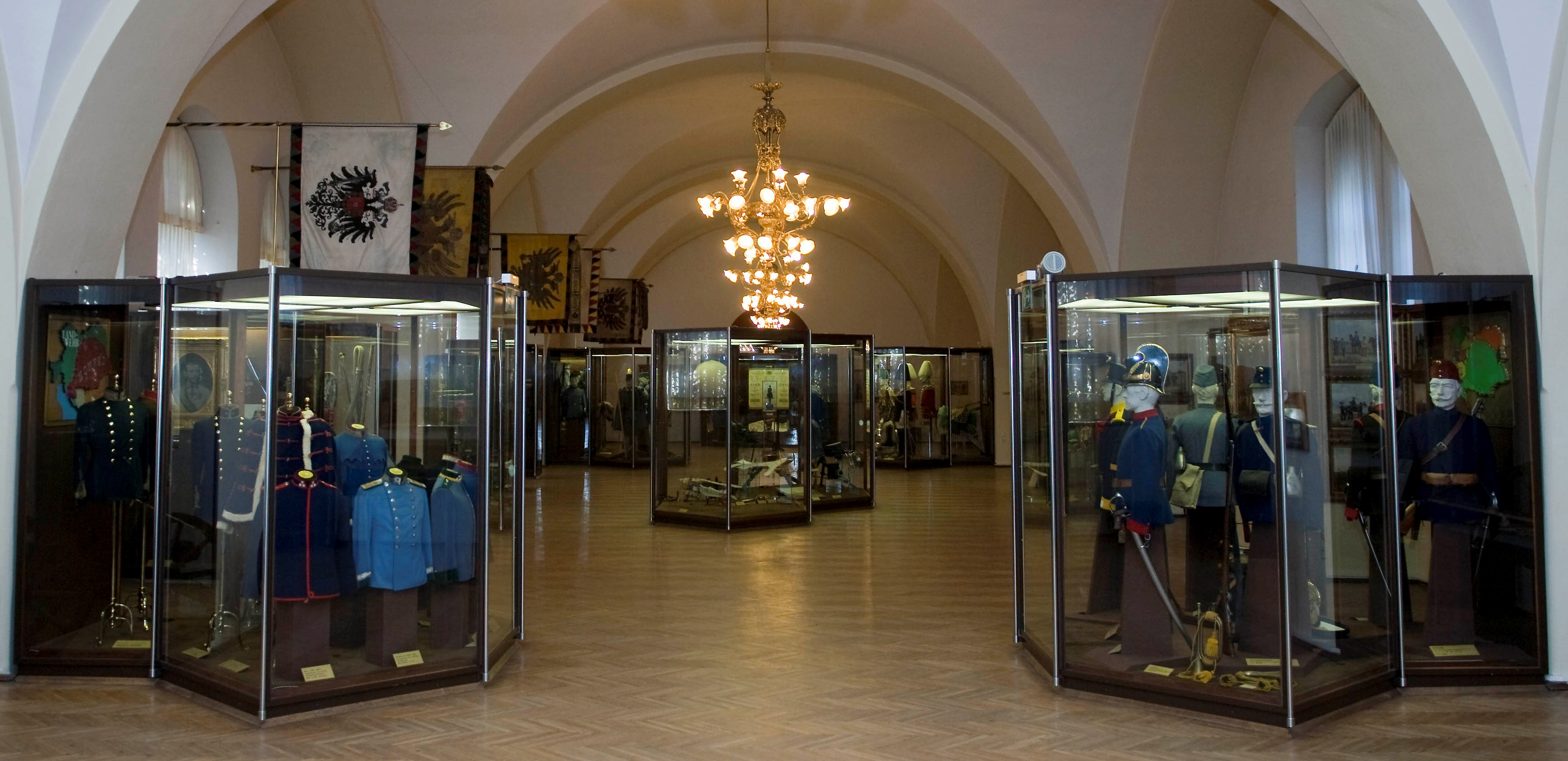
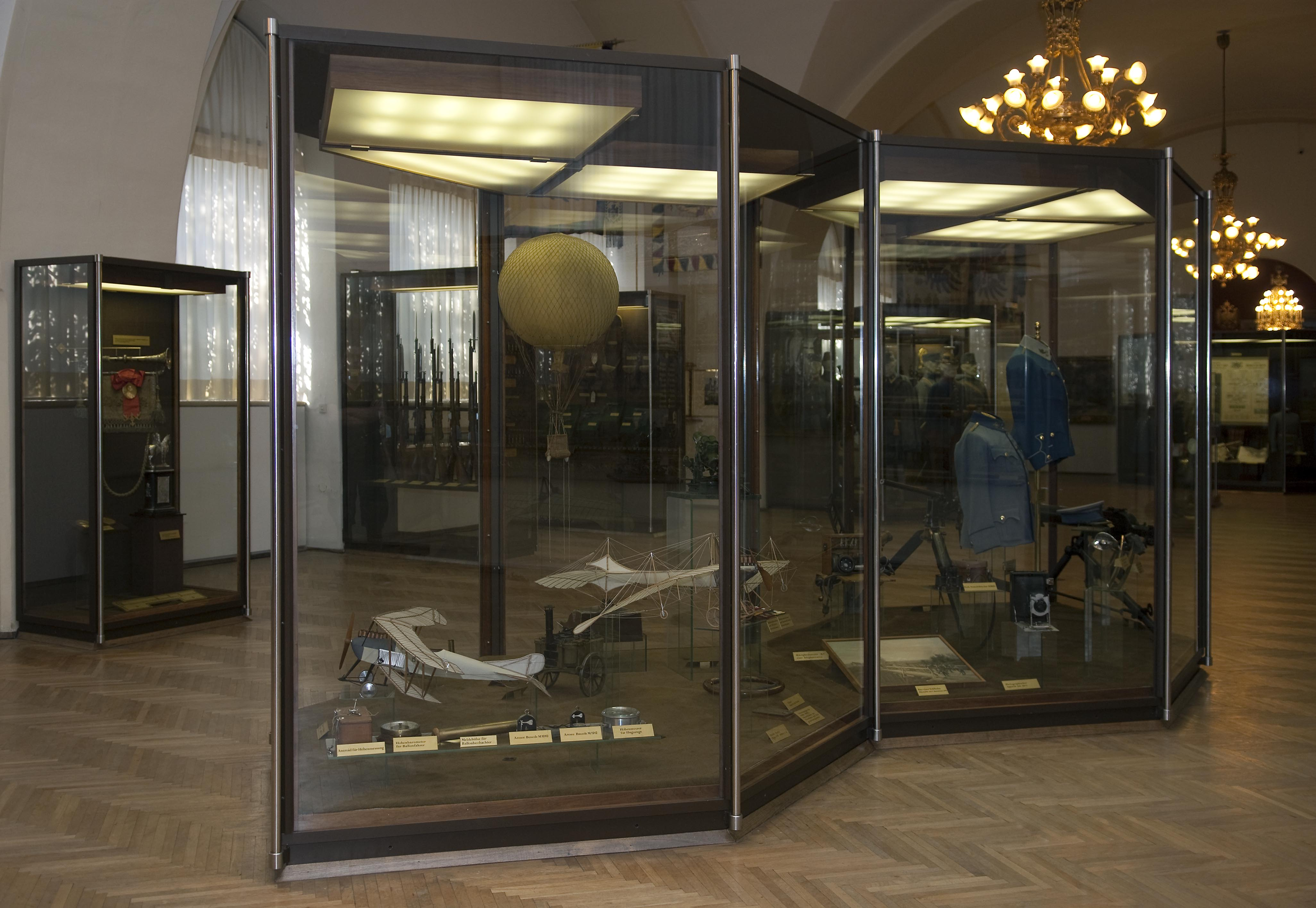
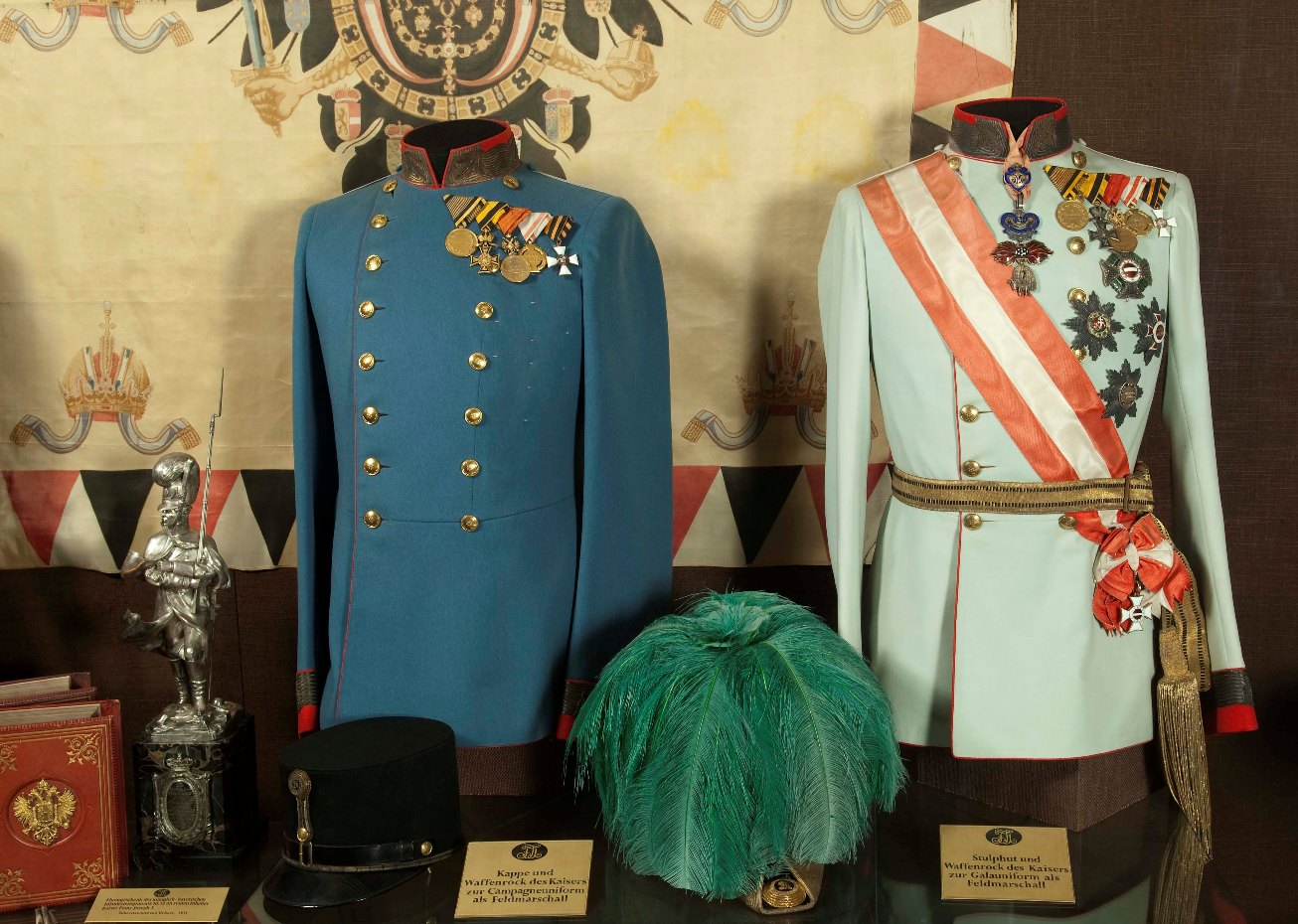
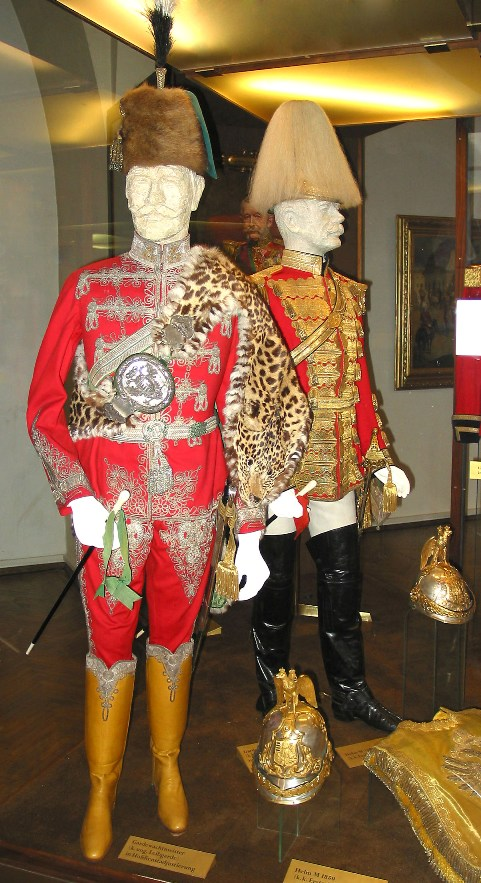
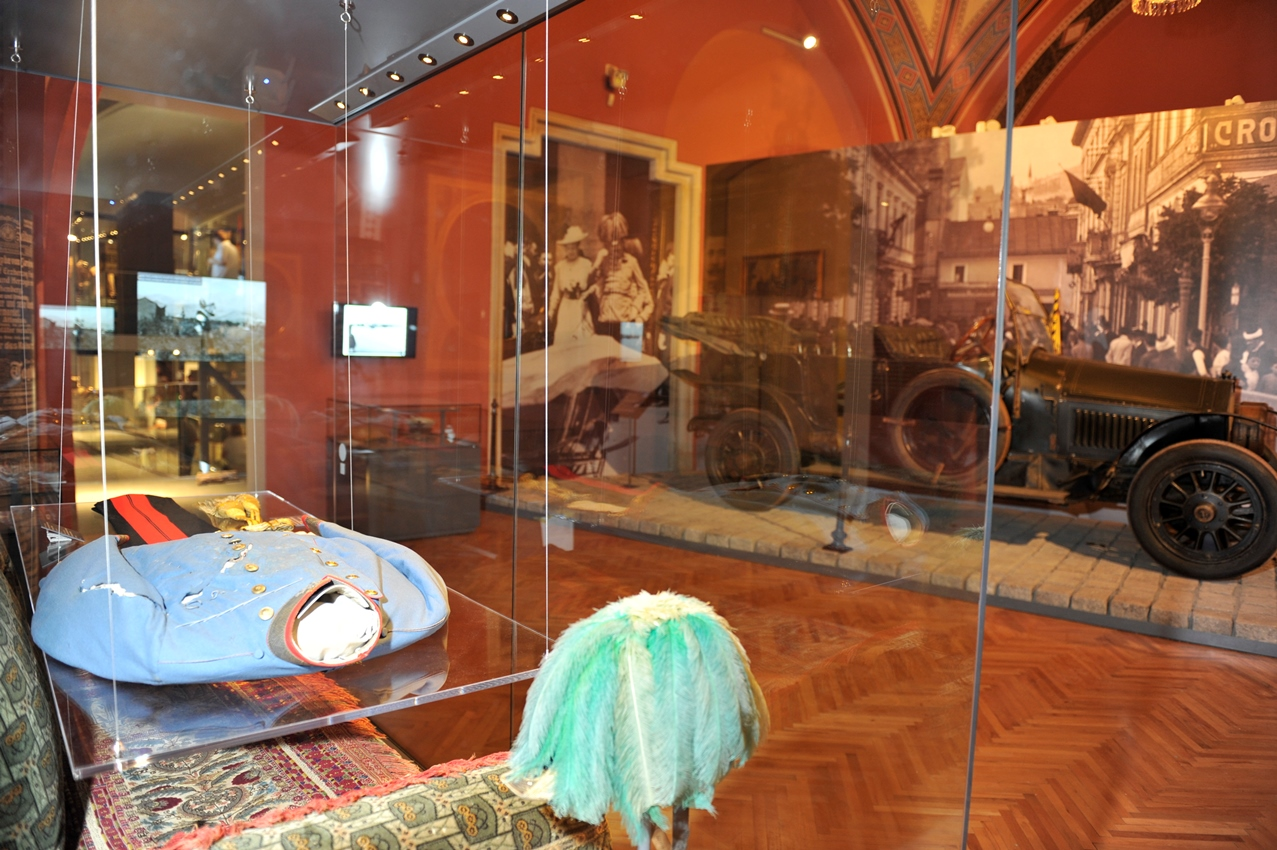

تالار فرانتس ژوزف (۱۸۶۷–۱۹۱۴)

### سالن شش
به جنگ جهانی اول و پایان امپراتوری هابسبورگ اختصاص دارد. (۱۹۱۴–۱۹۱۸)

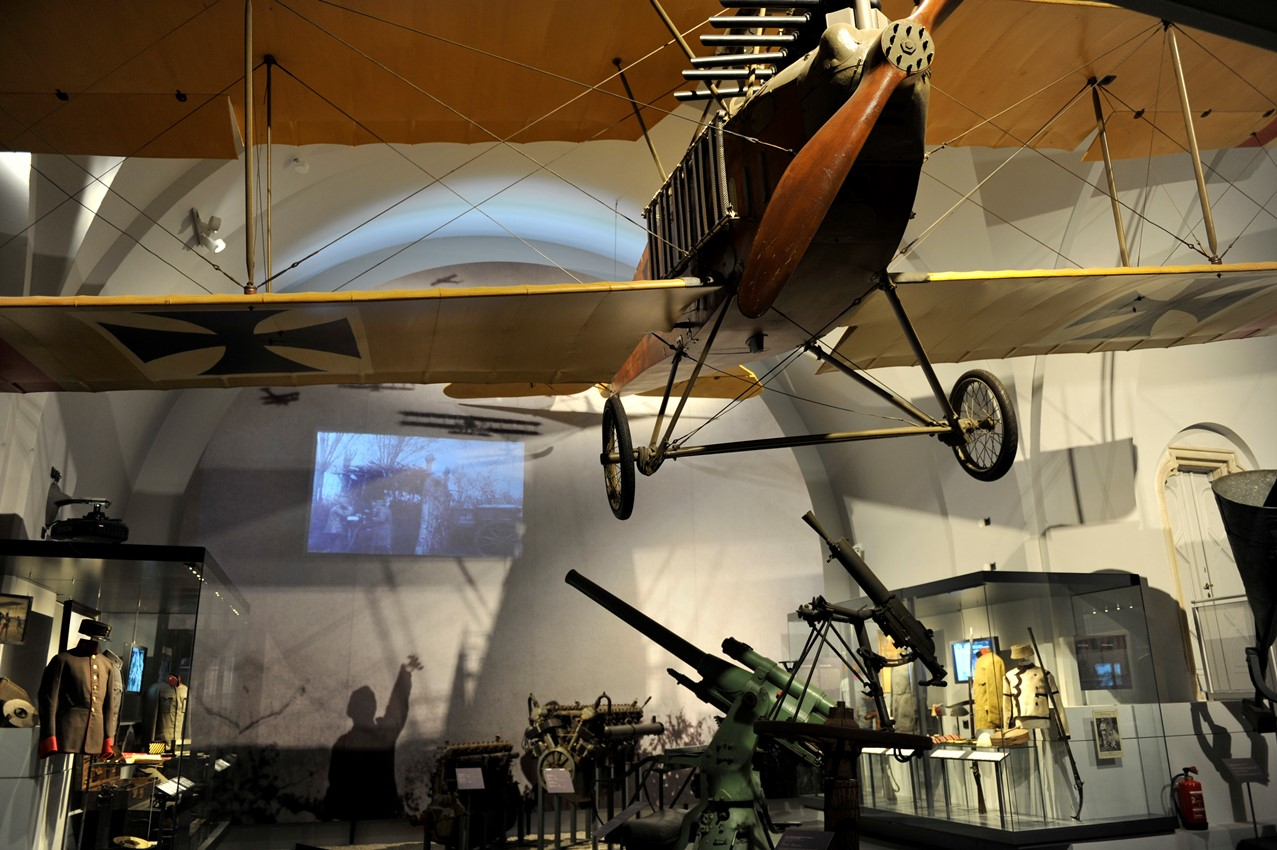
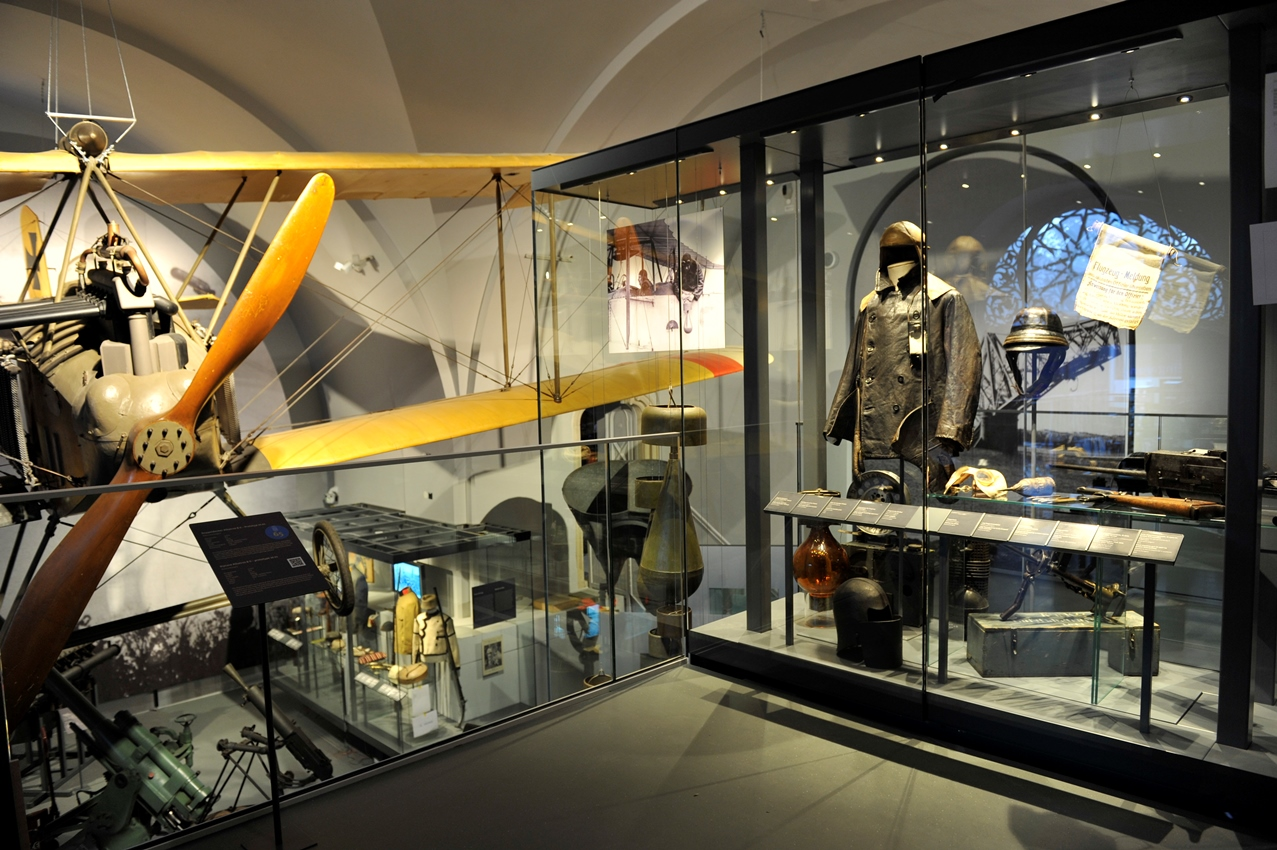
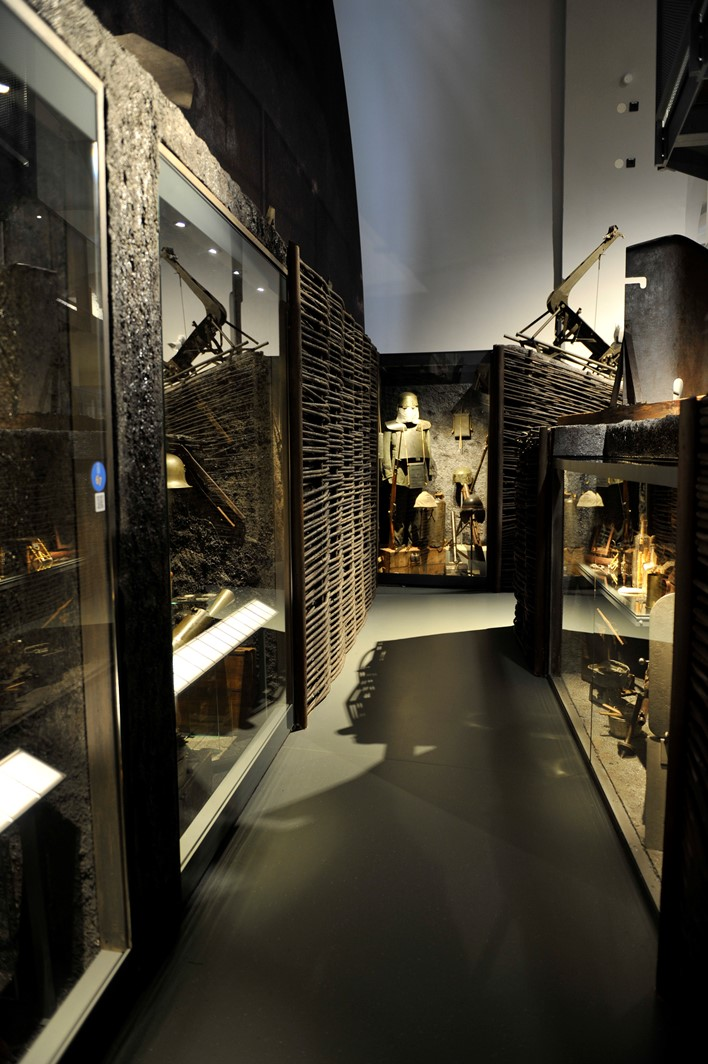
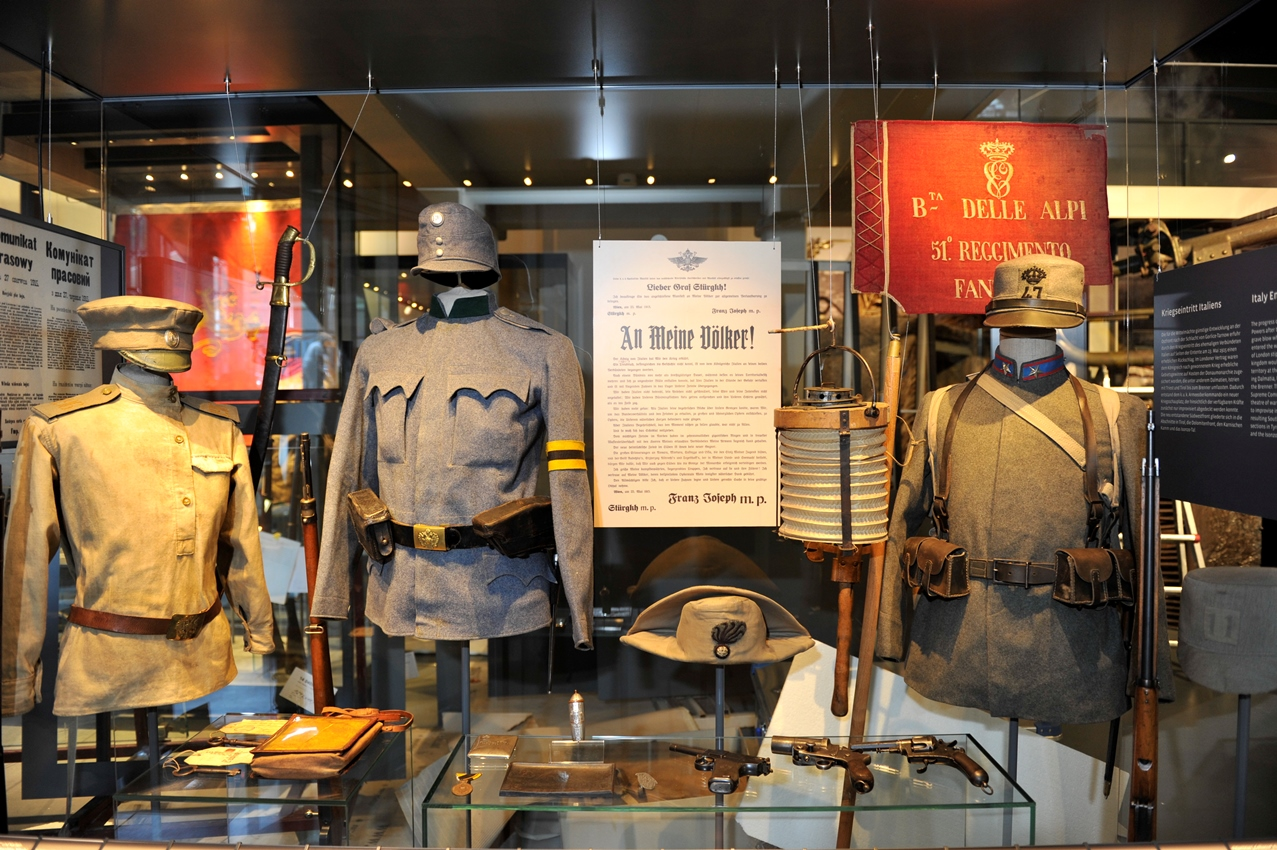
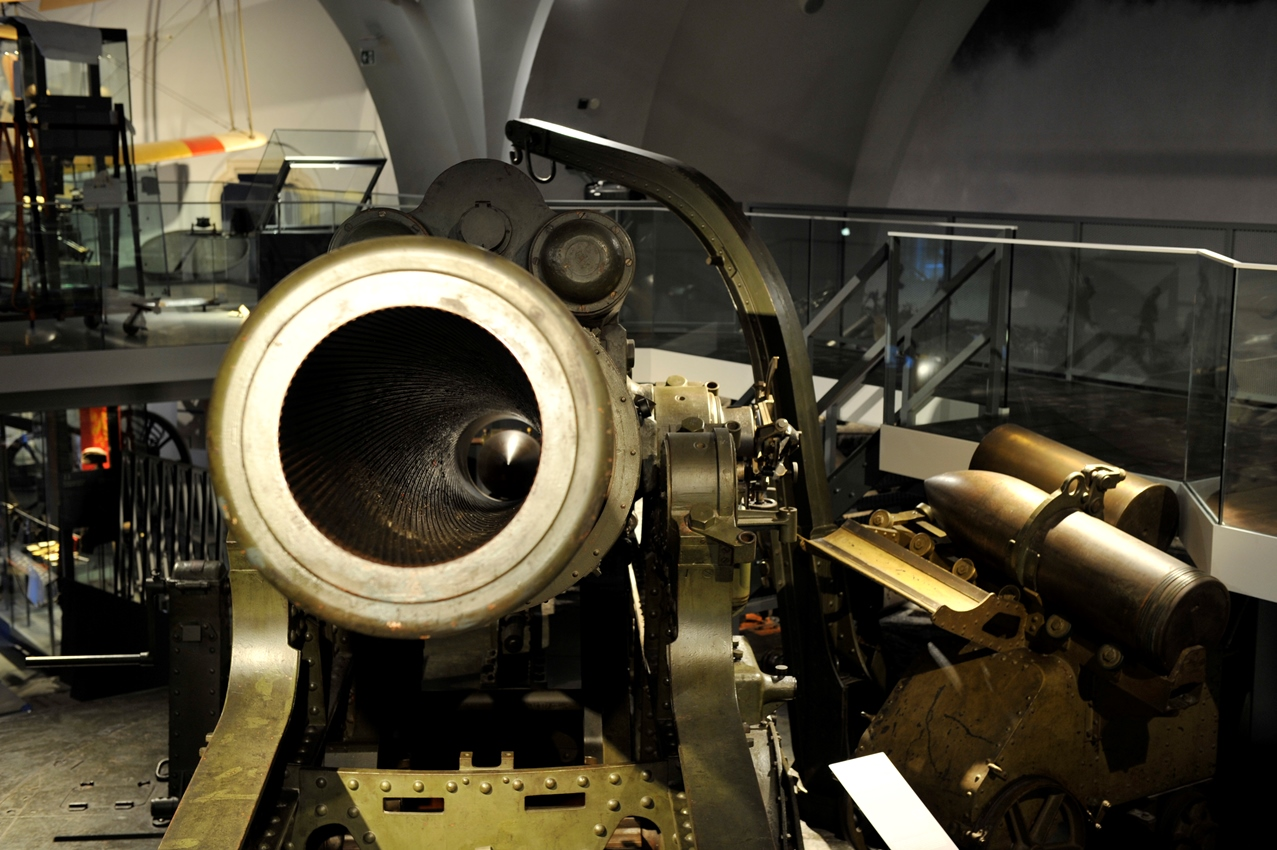

### سالن هفت
به جمهوری و دیکتاتوری اختصاص دارد. (۱۹۱۸–۱۹۵۵)

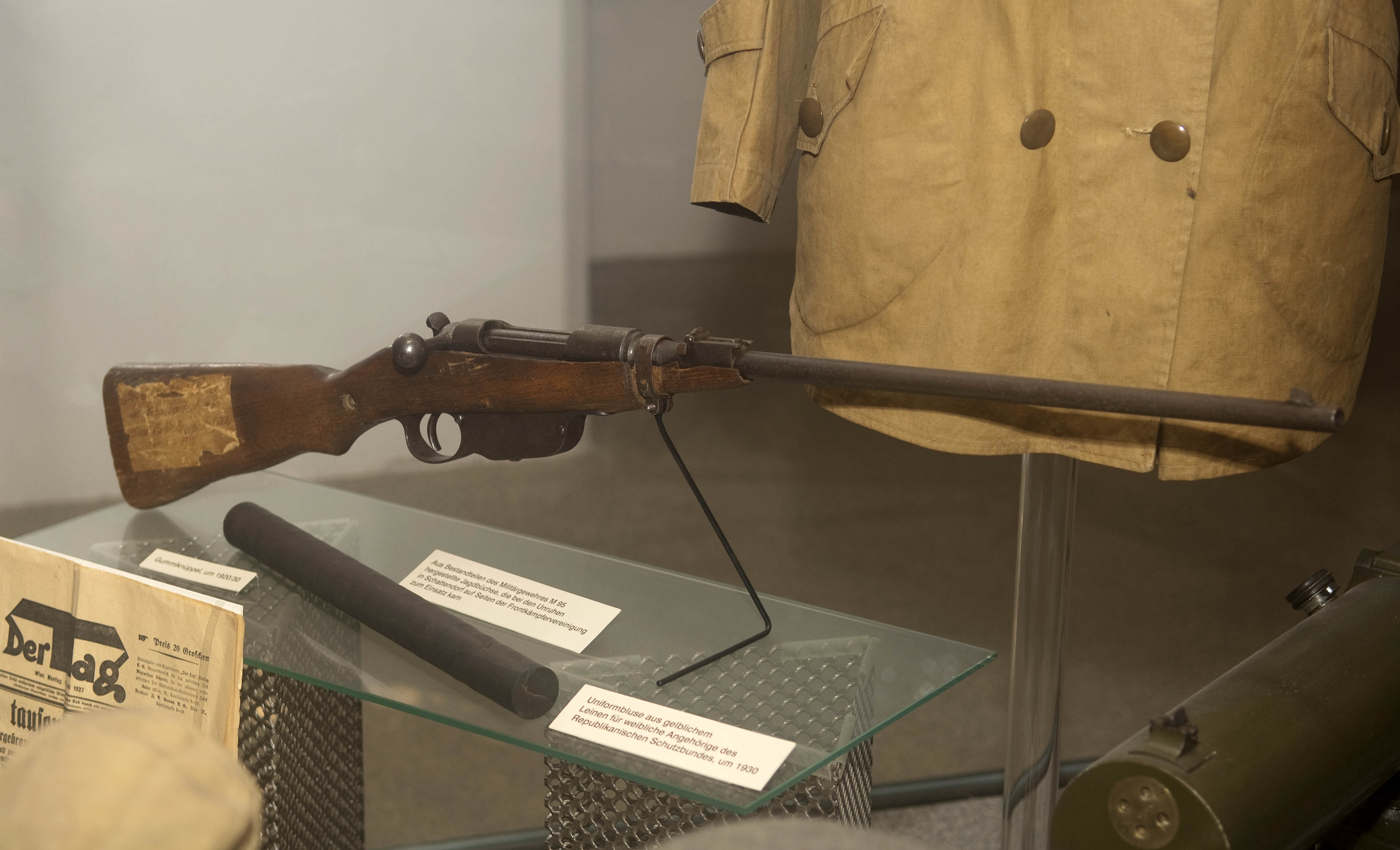
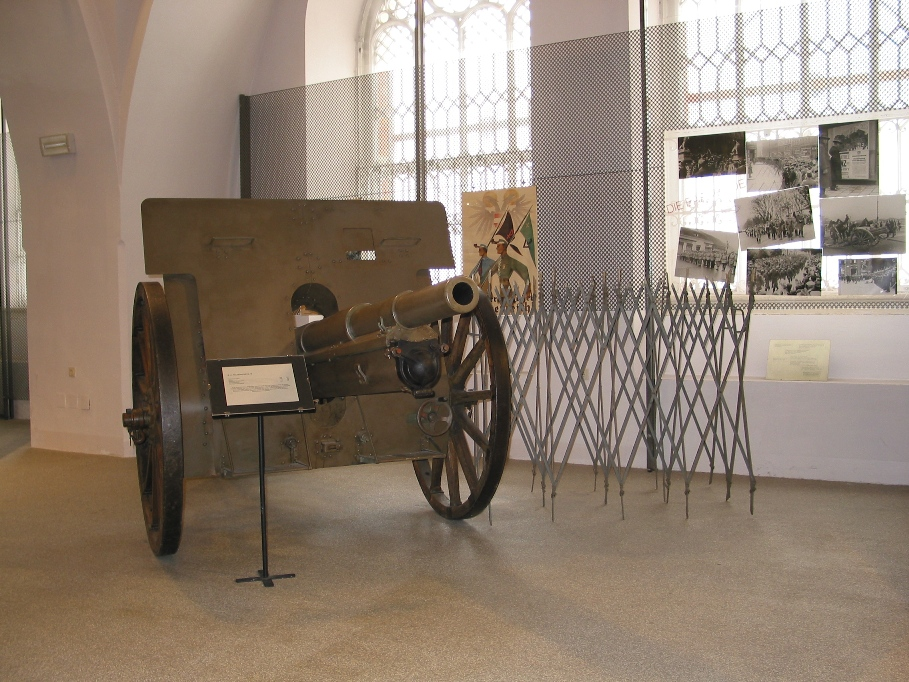
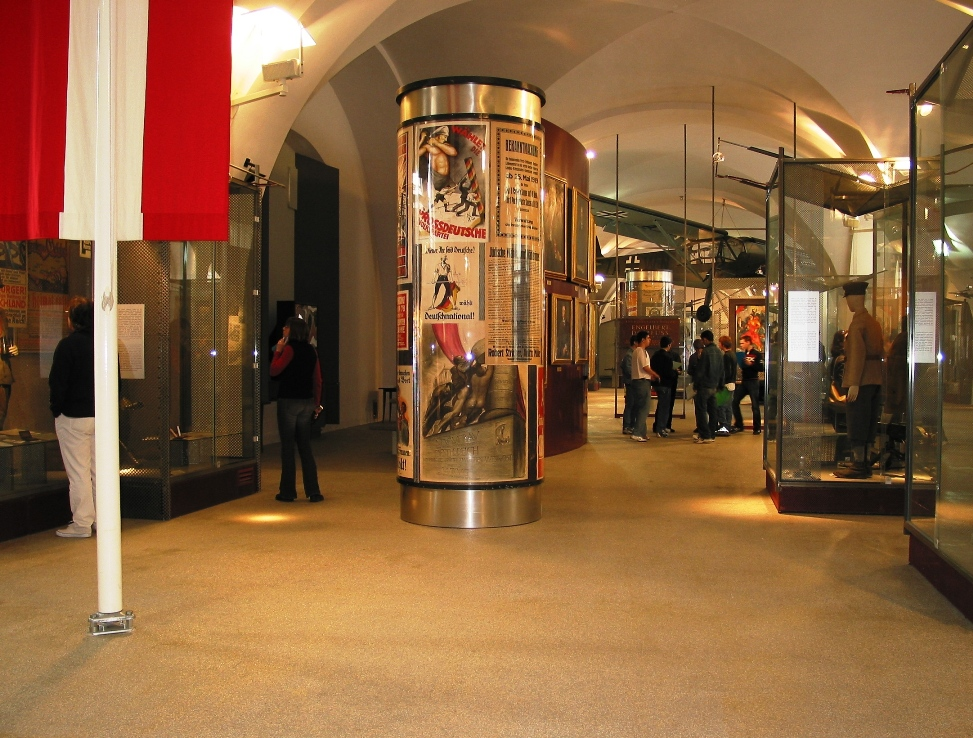
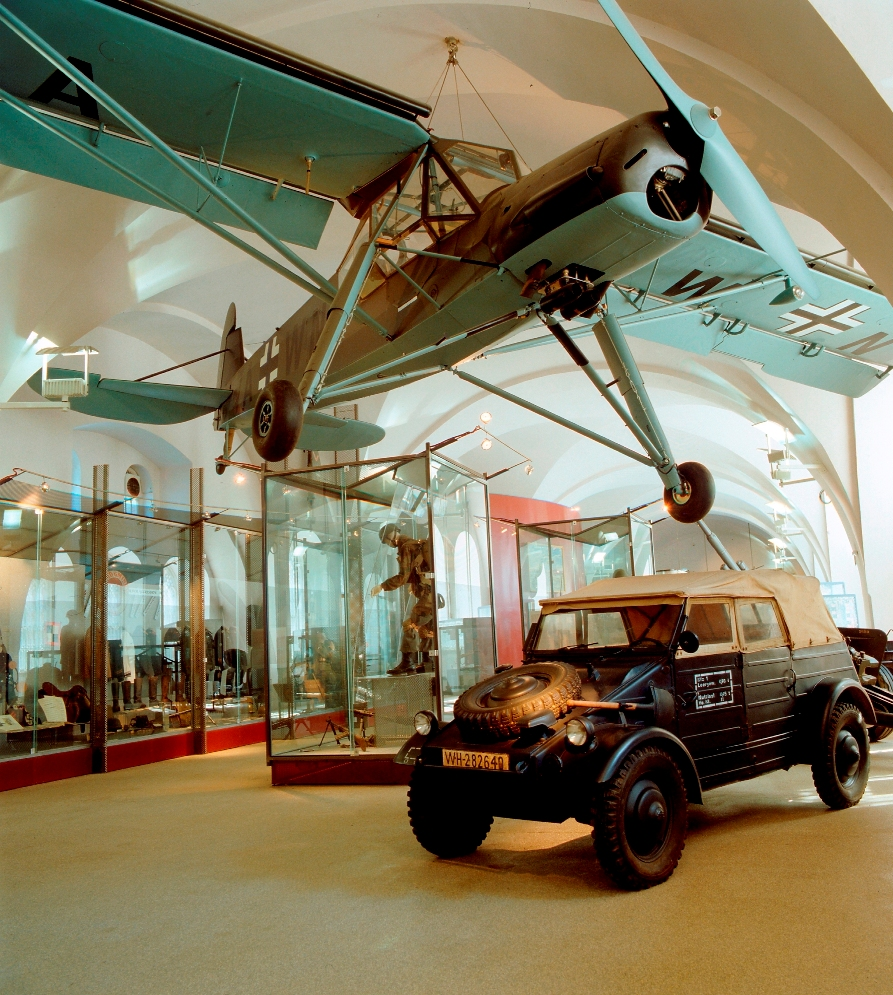
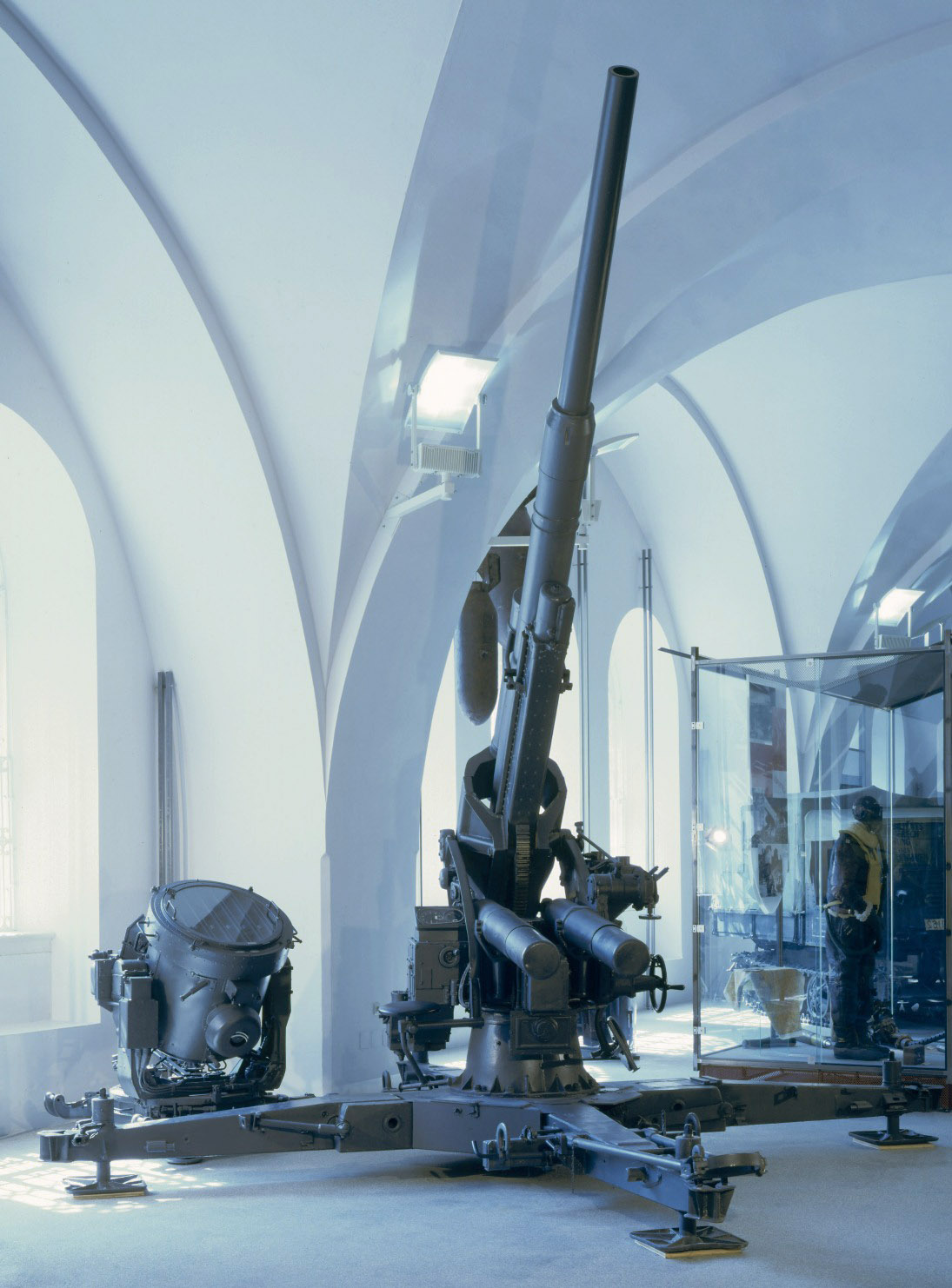

### باغ تانک

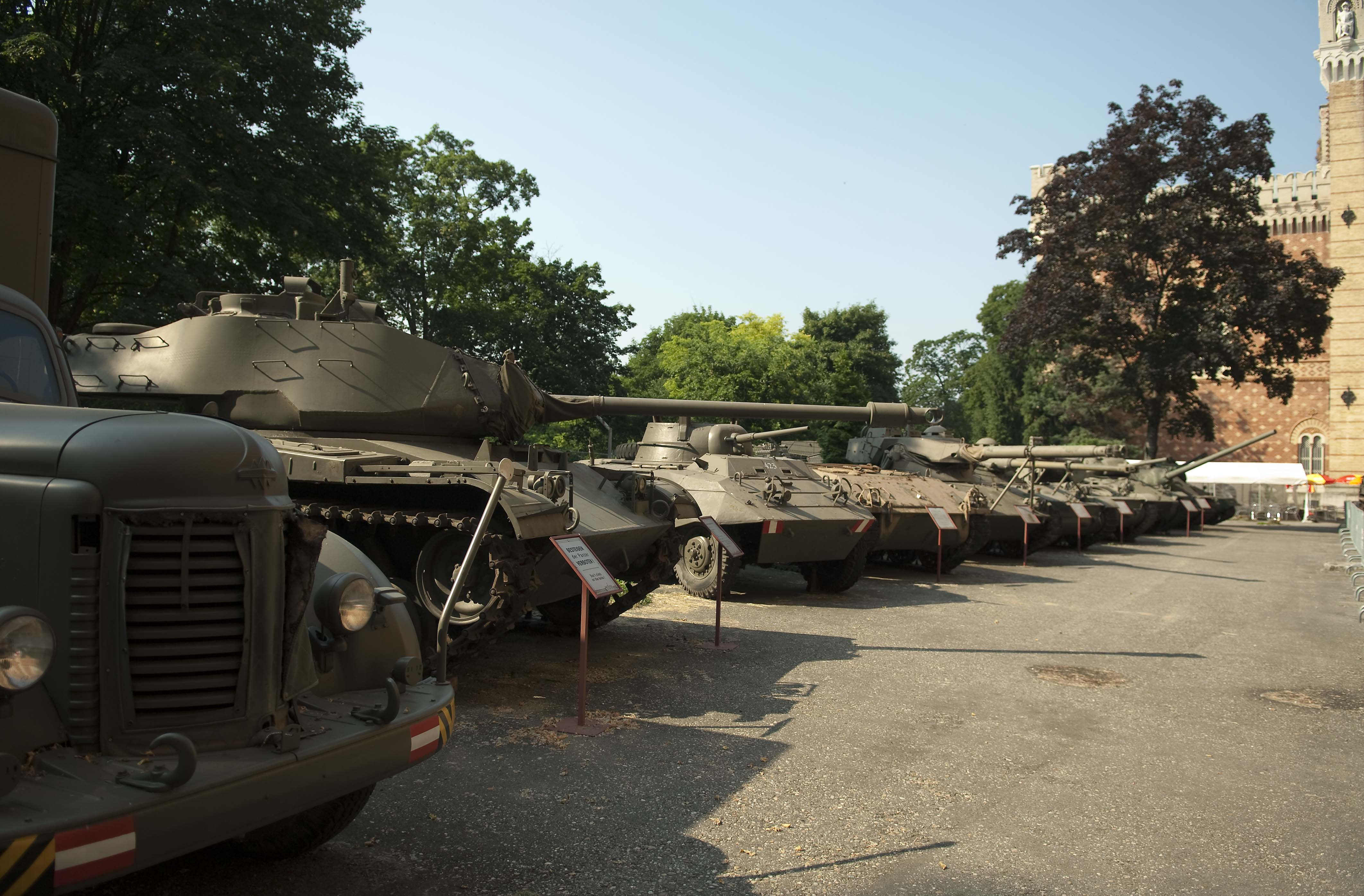
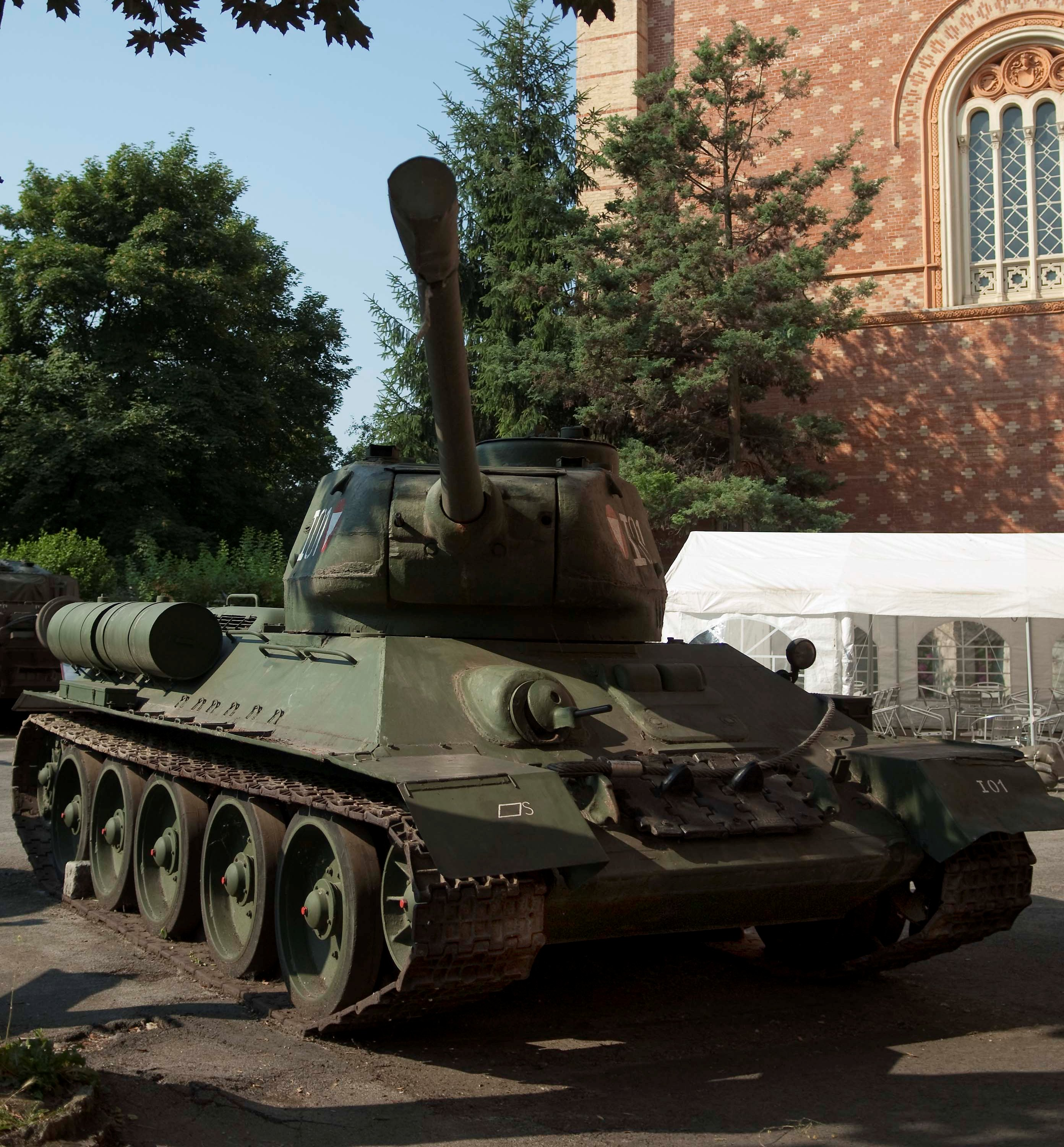
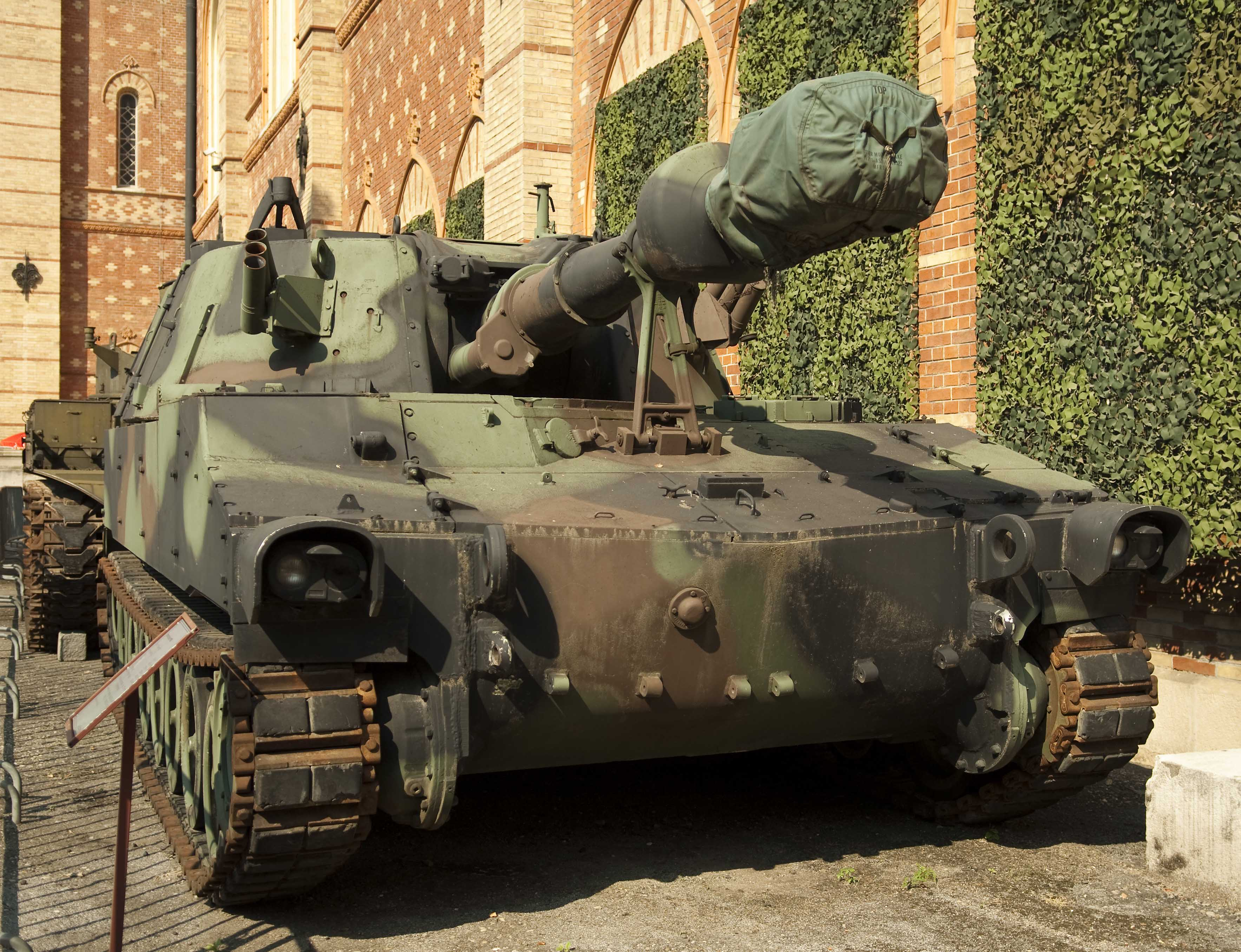
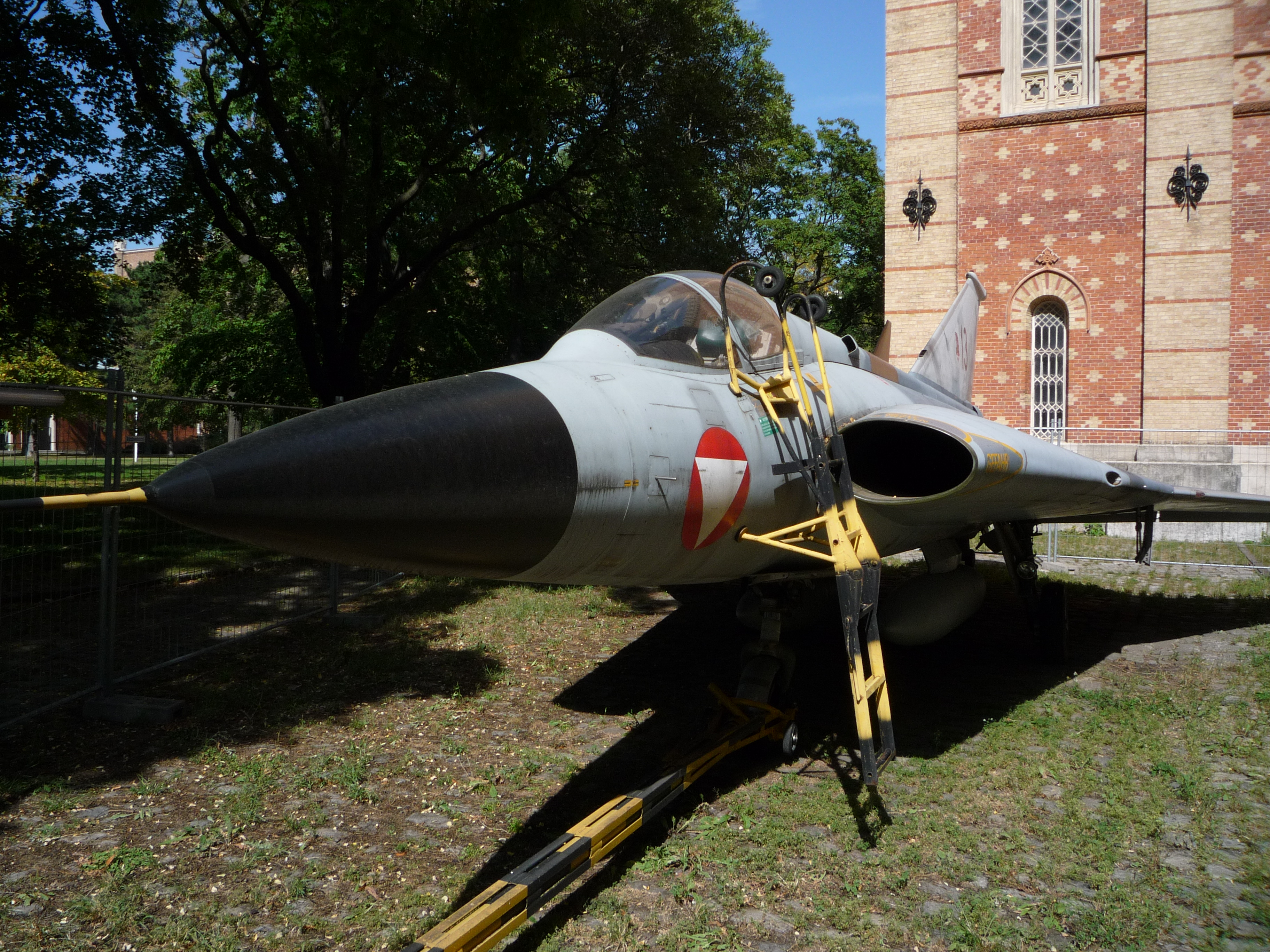
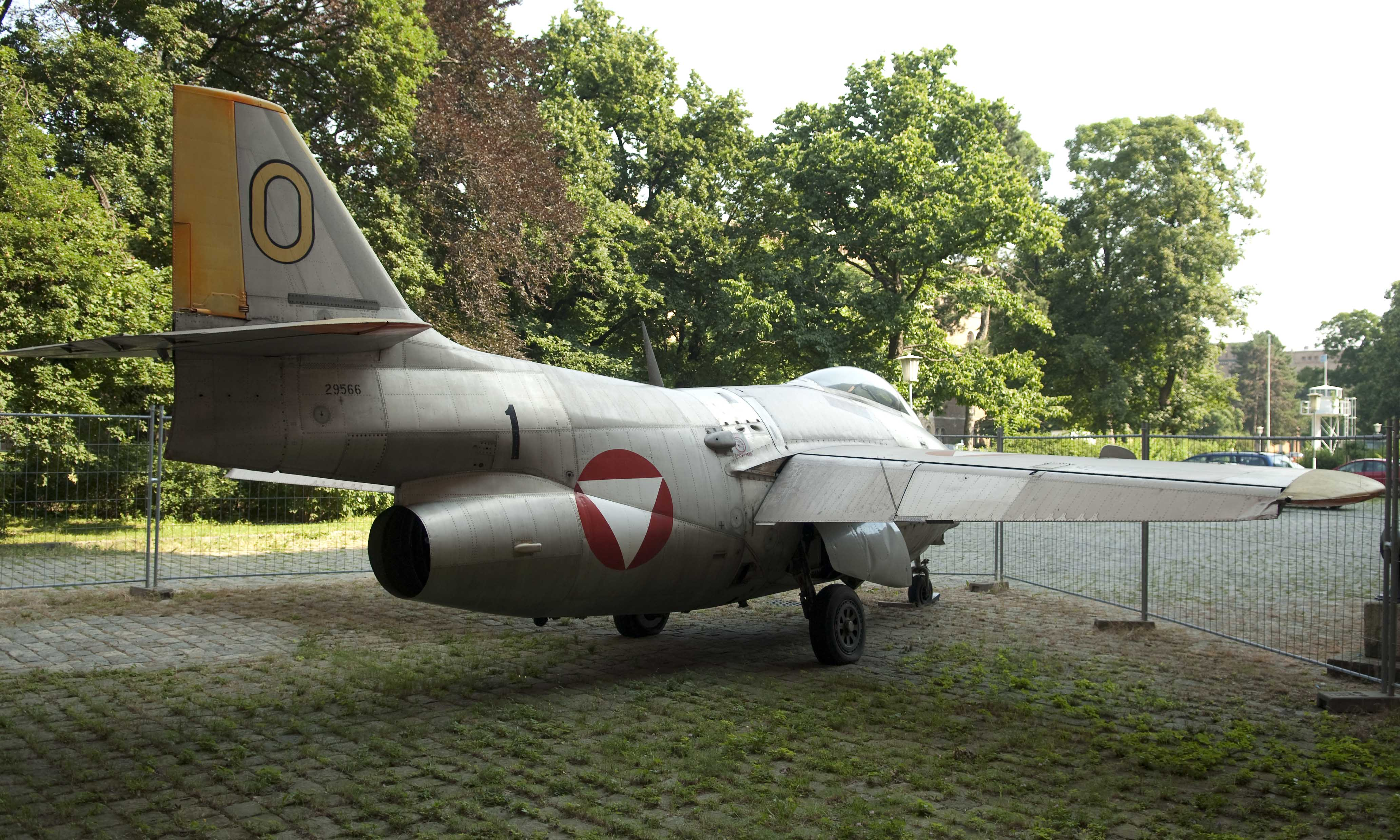

### سالن‌های توپخانه

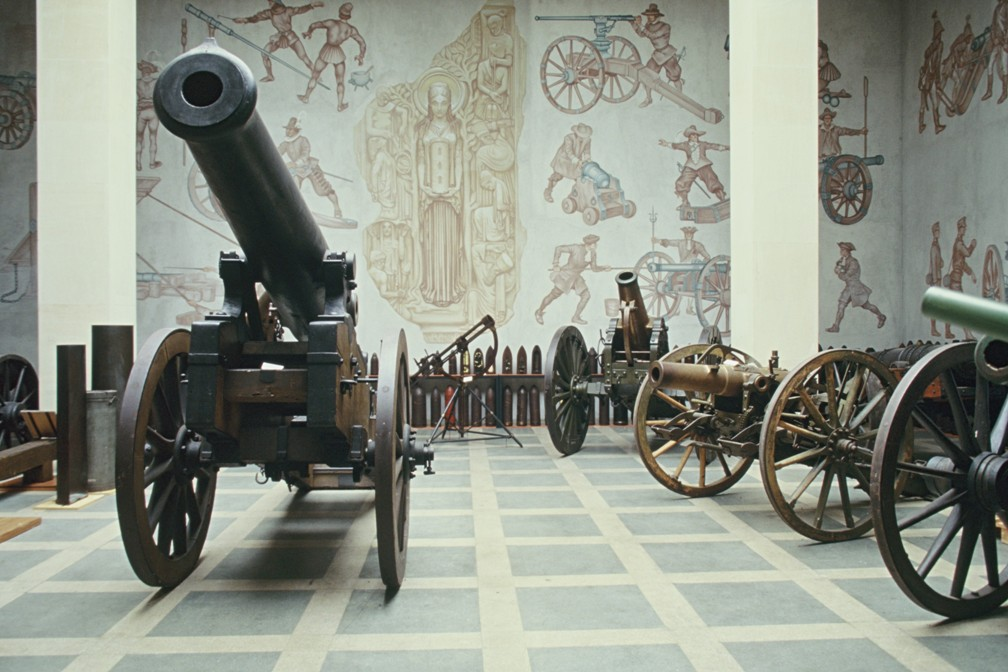
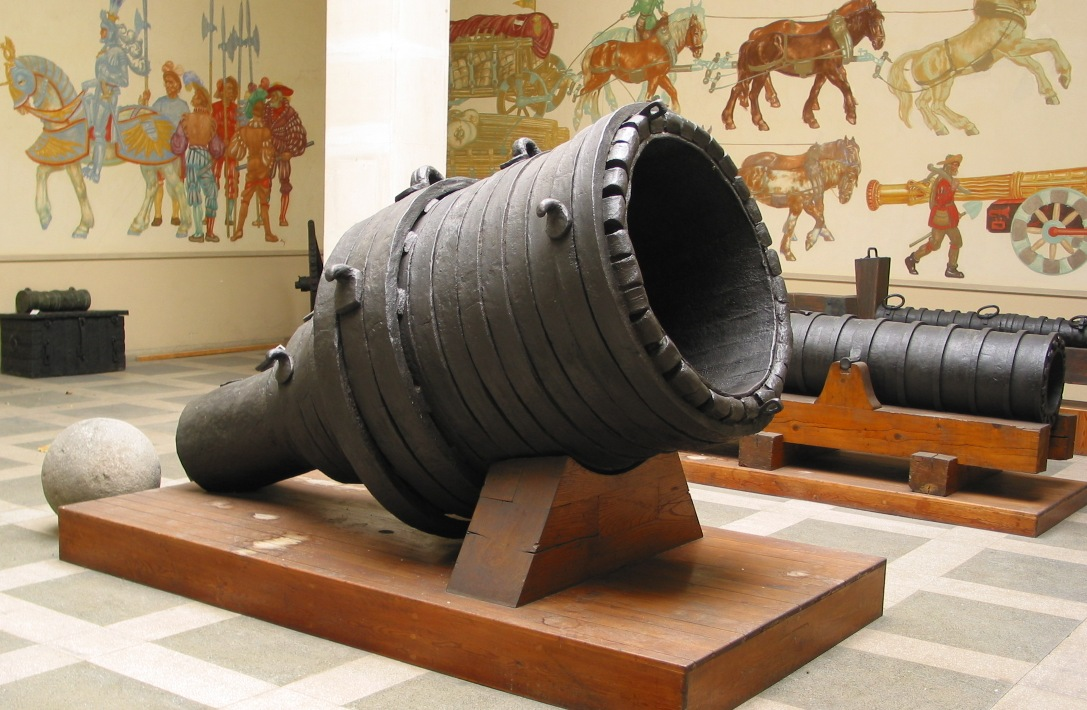
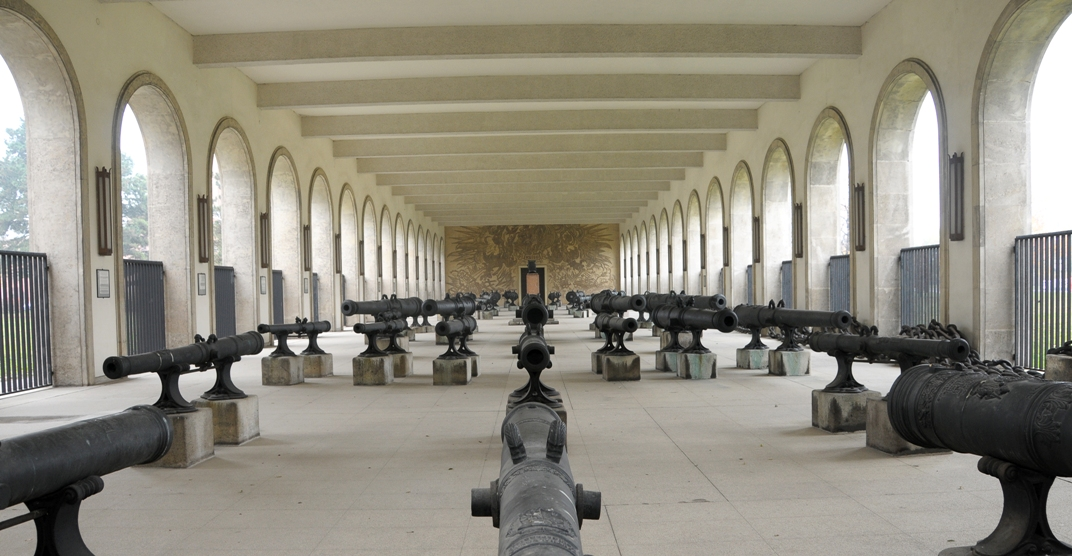
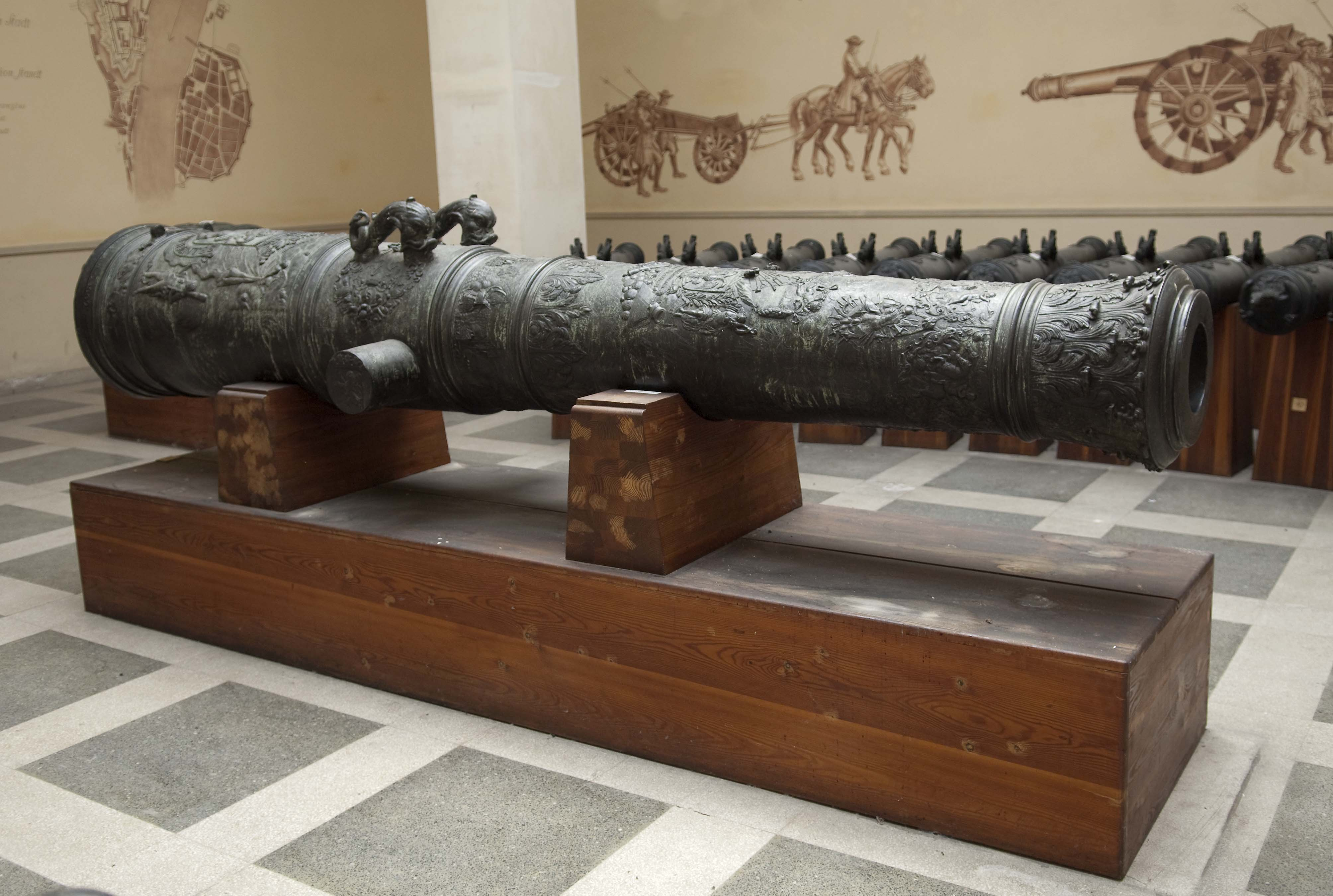
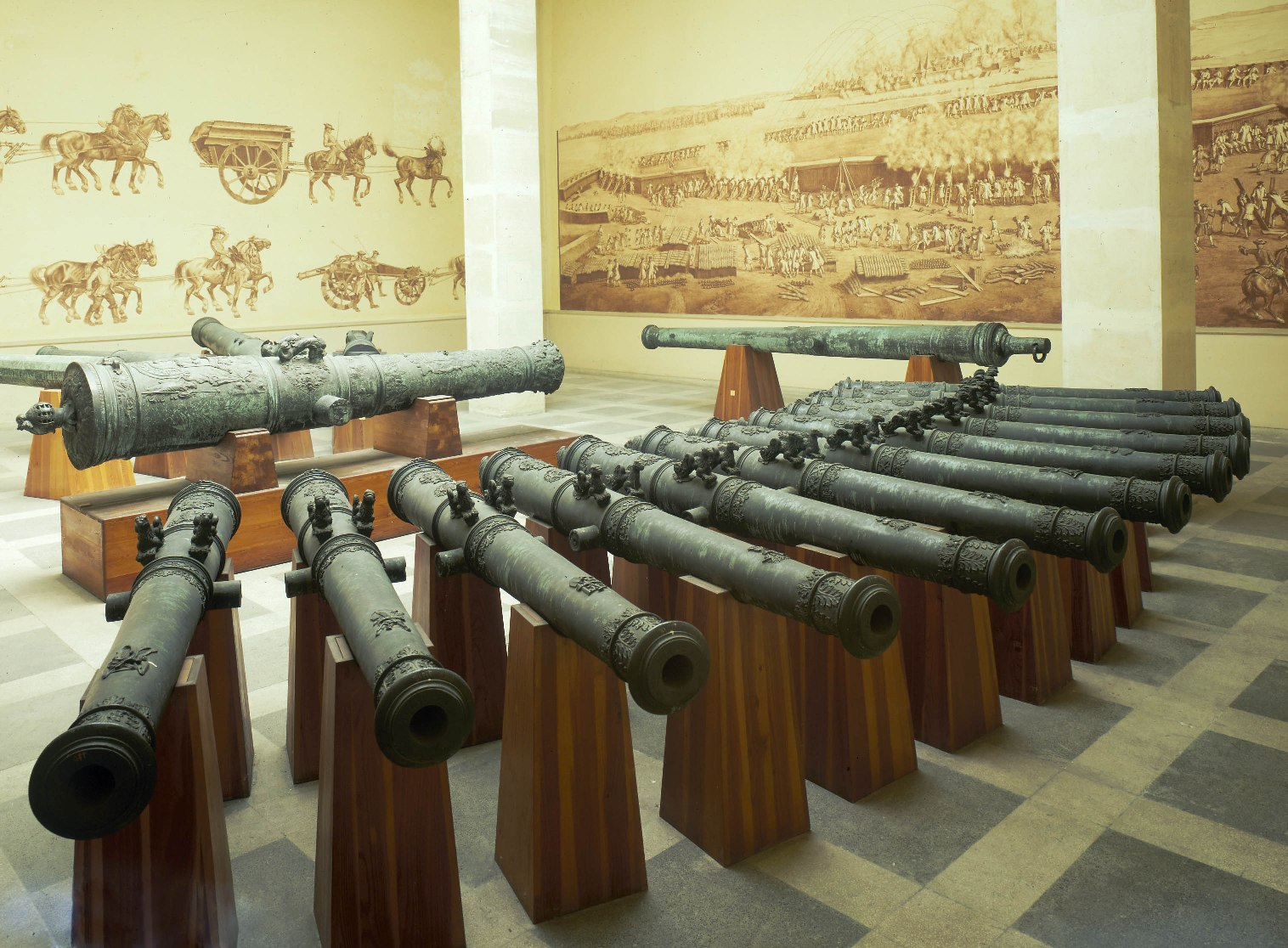

### سالن هشت

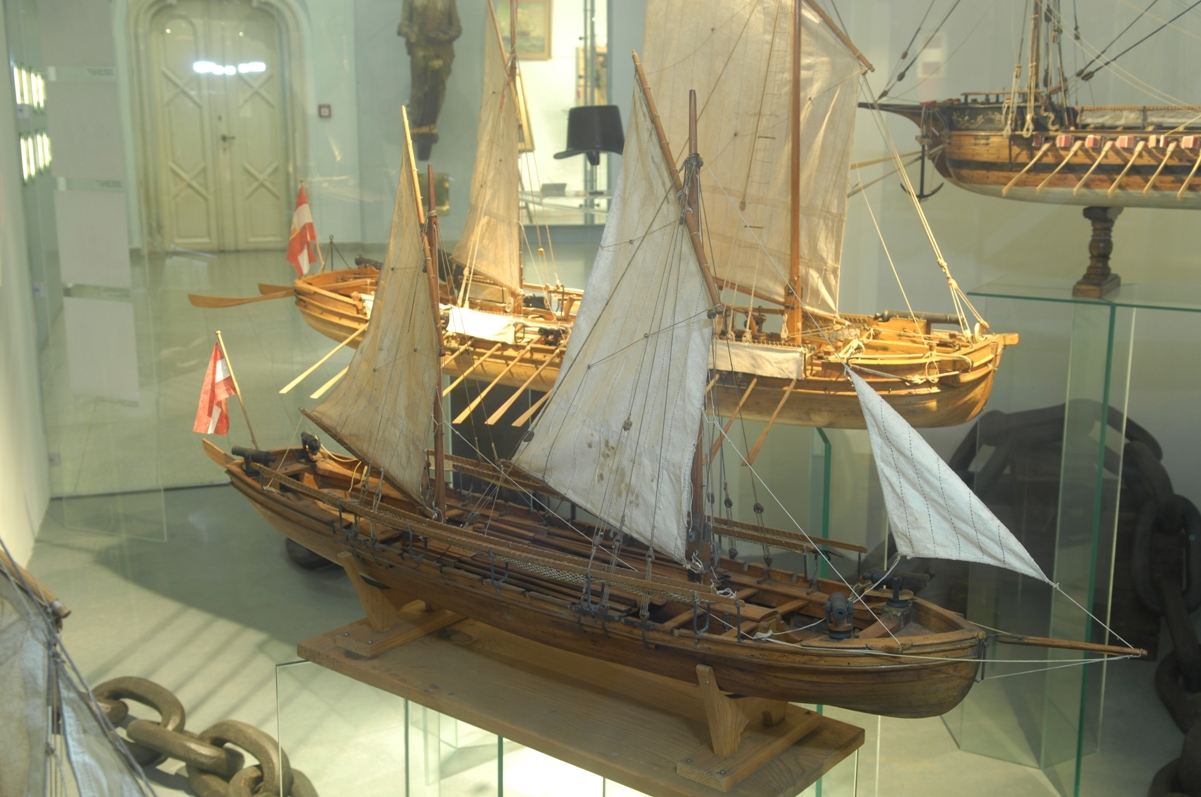
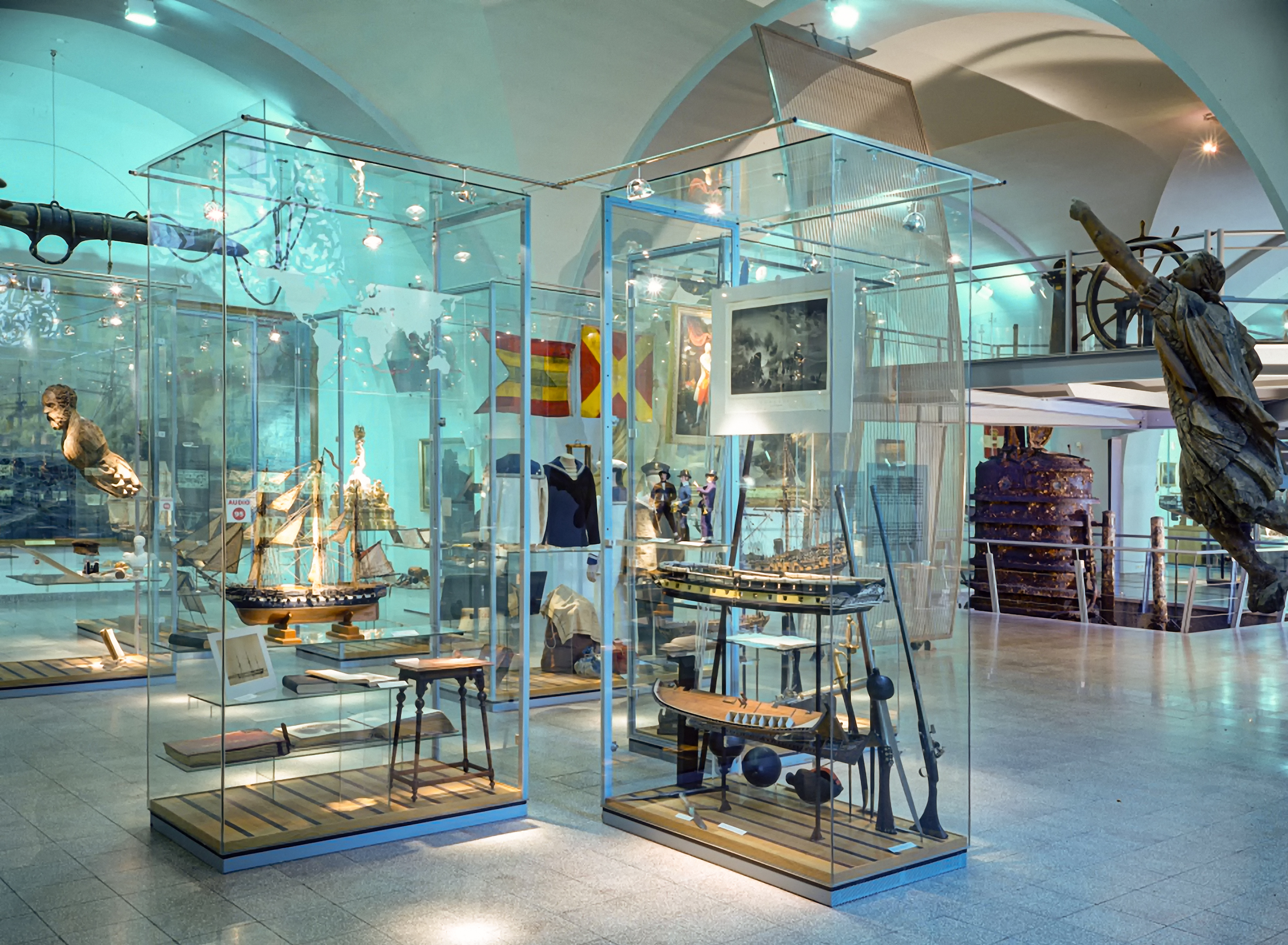
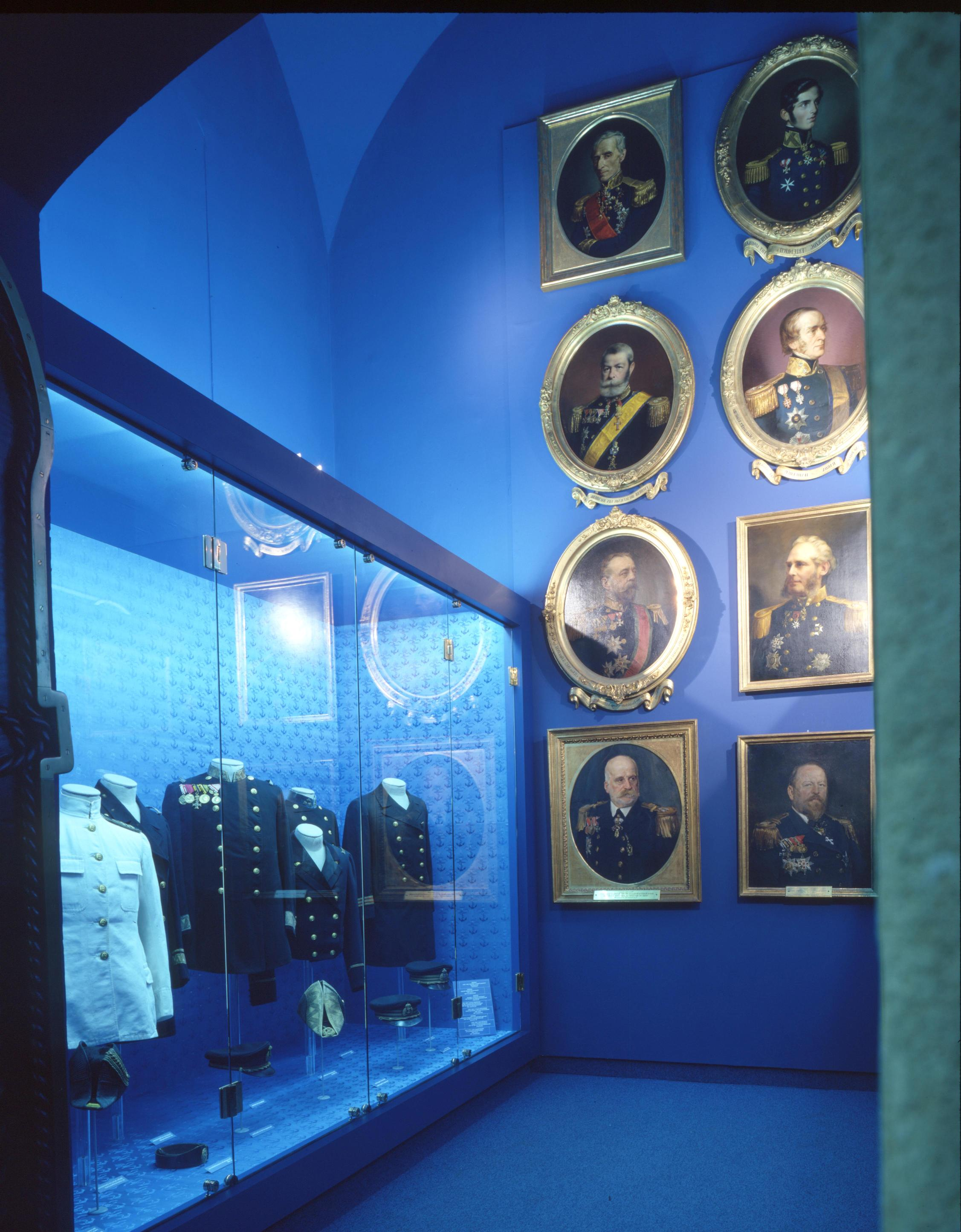
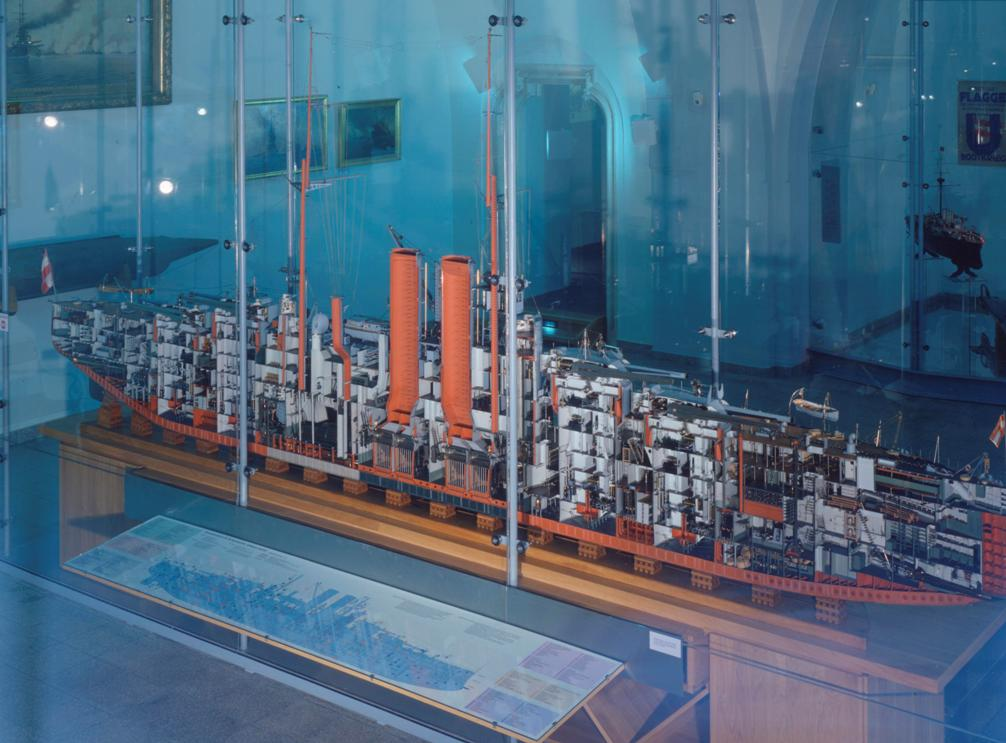
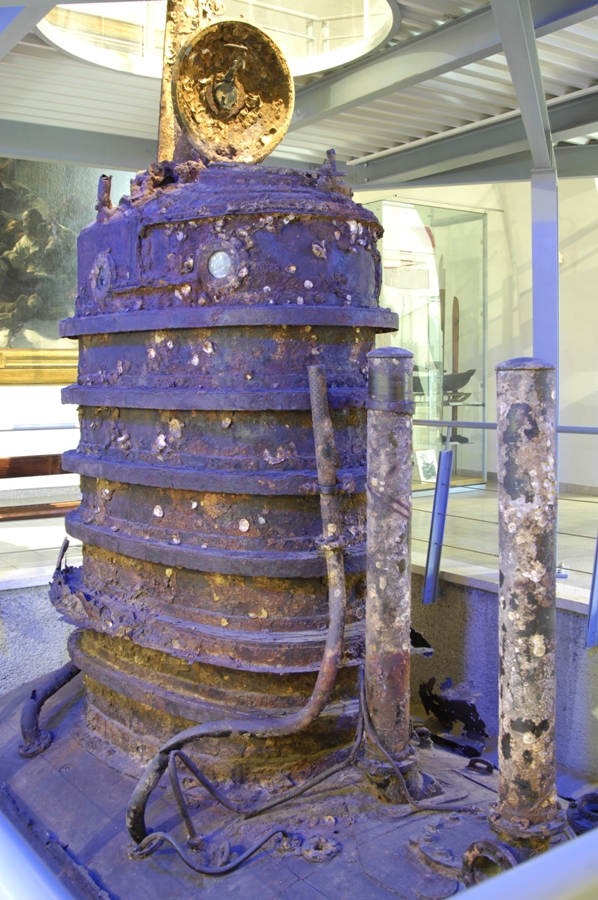

اتریش به عنوان یک قدرت دریایی